# Estádio Olímpico Nilton Santos
O Estádio Olímpico Nilton Santos, também conhecido como Niltão, Engenhão ou simplesmente Nilton Santos, é um estádio localizado no bairro do Engenho de Dentro, na cidade do Rio de Janeiro, é casa do Botafogo de Futebol e Regatas e tem capacidade total para 46.831 pessoas.    A partir de 2017 o estádio foi rebatizado de forma oficial, passando a levar o nome do ídolo do Botafogo e da Seleção Brasileira de futebol, o bicampeão mundial, Nílton Santos.
Desde 2007, o Botafogo detém a posse do estádio, por concessão, através de licitação realizada pela Prefeitura da Cidade do Rio de Janeiro.  O estádio foi inaugurado no dia 30 de junho de 2007 com o clássico Botafogo 2x1 Fluminense pelo Campeonato Brasileiro daquele ano. Desde então, o Nilton Santos foi palco de grandes momentos do futebol brasileiro e do esporte mundial, como partidas do Campeonato Brasileiro, da Copa Libertadores da América, a Copa América de 2021 e competições esportivas internacionais como os Jogos Pan-Americanos de 2007 e as Olimpíadas Rio 2016.

## História
Construído no antigo terreno da Rede Ferroviária Federal, durante o governo Cesar Maia e de propriedade municipal, o estádio foi levantado para sediar as competições de atletismo e futebol dos Jogos Pan-Americanos de 2007. Inicialmente cedido ao Botafogo via licitação no ano de sua inauguração até 2027, prorrogados por mais dois anos (até 2029), por conta do período de interdição, o local teve sua concessão ao clube ampliada até 2051, prorrogáveis por mais vinte anos.
Tem capacidade total para 46.831 pessoas sentadas e tem capacidade liberada pelo corpo de bombeiros para 44.661 pessoas, em shows, com o uso da pista, o estádio chega a comportar 70.000 pessoas. Tem a seguinte distribuição de público: Setor leste superior com 11.005 lugares, leste inferior com 6.659 lugares, setor oeste superior com 10.394 lugares, oeste inferior com 6.678 lugares, setor norte com 4.248, setor sul com 4.248, camarote leste com 726 lugares, camarote oeste com 578 lugares e tribuna de honra com 125 lugares tendo sido considerado o estádio mais moderno e o mais bonito da América Latina à época de sua construção.
O estádio teve anteriormente a denominação de Estádio Olímpico João Havelange, já em 2010, a diretoria do Botafogo utilizou o nome fantasia "Stadium Rio", na tentativa de facilitar uma eventual comercialização dos naming rights do estádio, o que no fim não ocorreu, devido à sua interdição em 2013.
A partir de 2015, a pedido do Botafogo, gestor do estádio, o nome fantasia do local foi alterado para Estádio Nilton Santos. A homologação do pedido feito pelo Botafogo no final de janeiro de 2015 aconteceu por meio de despacho publicado na edição de 10 de fevereiro de 2015 no Diário Oficial do município. No texto, o prefeito Eduardo Paes afirmou ser "uma justa homenagem ao atleta e ídolo Nilton Santos".
Em janeiro de 2017, o prefeito Marcelo Crivella rebatizou oficialmente o nome do estádio como Nilton Santos. A mudança foi publicada no Diário Oficial do município.

### Construção
Inicialmente orçado em R$ 60 milhões, o estádio teve um custo final mais de seis vezes do esperado, R$ 380 milhões. O projeto do estádio foi elaborado pelos arquitetos Carlos Porto, Gilson Santos, Geraldo Lopes e José Raymundo Ferreira Gomes que, desde 1995, vinham estudando projetos de estádios no mundo todo, para fazer um estádio moderno para o Pan 2007.

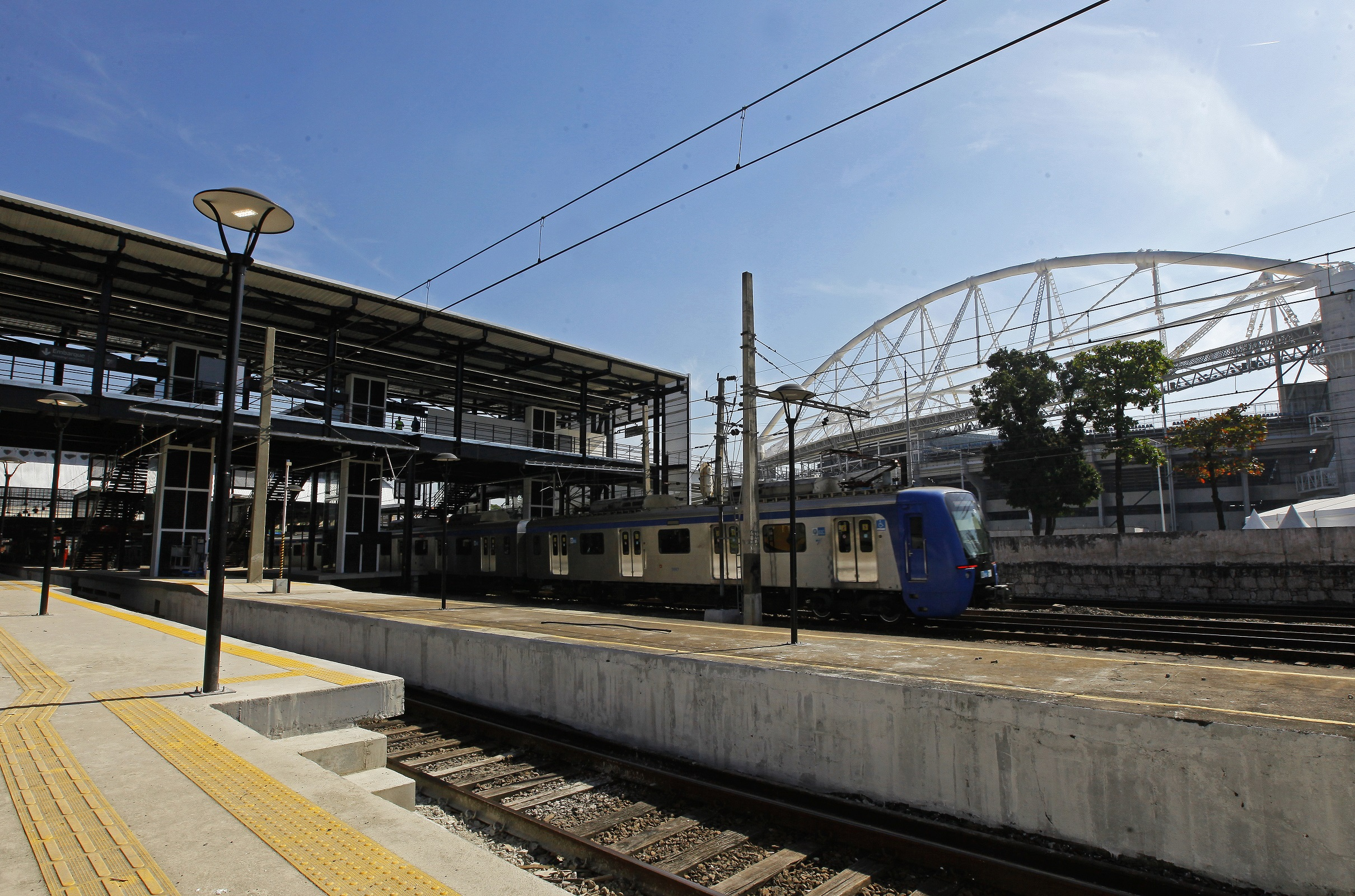
Estação Olímpica de Engenho de Dentro, em frente ao Estádio Nilton Santos

A pedra fundamental foi lançada em 16 de dezembro de 2003, sendo a primeira construção iniciada para os Jogos Pan-Americanos de 2007, e a obra finalizada a pouco menos de um mês para o início do evento. A data de conclusão da obra foi adiada cerca de quatro vezes: estava prevista para ser concluída em meados de 2006, passou para o final do mesmo ano, posteriormente para a metade do primeiro semestre de 2007, até a semana de inauguração.
As obras foram administradas pelo Consórcio Odebrecht (atual OEC) e OAS, sob fiscalização da Riourbe, da Secretaria de Obras do Município do Rio de Janeiro. Cerca de quatro mil homens trabalharam na construção do Engenhão. Durante as obras, foi registrada uma morte, a do operário Odair Dama da Silva, de 27 anos, que não resistiu aos ferimentos causados por uma queda de aproximadamente 14 metros de altura em fevereiro de 2007. No mês seguinte, houve uma greve dos operários reivindicando melhores condições de serviços, que logo foi contornada.

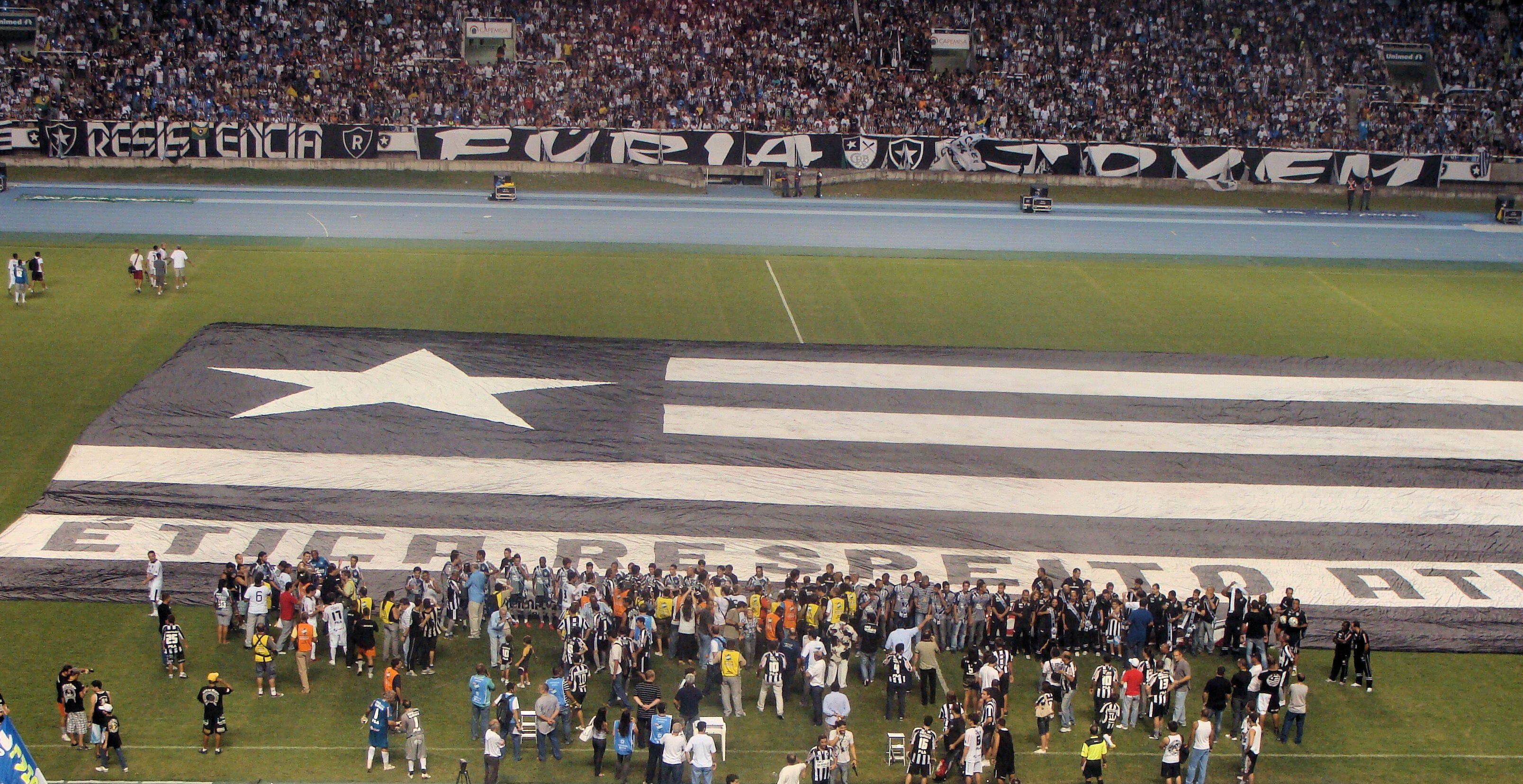
Torcida do Botafogo comemora o título carioca de 2010 no Nilton Santos, em jogo de entrega das faixas contra o Corinthians

O anel de concreto do estádio foi fechado em setembro de 2006. O gramado do campo foi plantado em abril de 2007, com o uso de 260 rolos de uma grama especial para o estádio. As cadeiras da arquibancada foram instaladas após este processo. A iluminação foi testada pela primeira vez a duas semanas da inauguração oficial.

### Inauguração
O estádio foi inaugurado no dia 30 de junho de 2007, com uma partida de futebol entre Botafogo e Fluminense pela oitava rodada do Campeonato Brasileiro de 2007. O convite foi feito pelo prefeito Cesar Maia duas semanas antes do clássico, pois o Maracanã, anteriormente definido como local do confronto, teria de ser fechado para os preparativos da abertura dos Jogos Pan-Americanos.
Para a partida, os goleiros dos clubes fizeram, três dias antes, a inspeção da iluminação e do gramado. No dia do jogo, uma pequena porção das arquibancadas inferiores atrás do gol direito às cabines de televisão não tinham sido instaladas. Durante o Pan, o mesmo local ainda carecia das cadeiras, sendo corrigido apenas após o evento continental.
Cada ingresso para o evento foi trocado por uma lata de leite em pó que ajudaria instituições carentes e as entradas, divididas 20 mil para cada time, esgotaram-se logo no primeiro dia de trocas, com os demais lugares tendo sido ocupados por servidores da Prefeitura do Rio de Janeiro, financiadores do estádio.
Antes do início do Clássico Vovô, houve uma apresentação da Banda da Marinha e do Corpo de Bombeiros. O jogo foi vencido pelo Botafogo por 2 a 1, e teve Alex Dias, do Fluminense, como autor do primeiro gol do estádio aos 27 minutos do primeiro tempo.
Pelo feito, Alex Dias recebeu o Troféu Valdir Pereira, que recebeu esse nome em homenagem ao jogador Didi, autor do primeiro gol do Estádio do Maracanã, pela Seleção Carioca. A virada do Botafogo aconteceu com 2 gols de Dodô, o primeiro em um pênalti, sofrido por André Lima, aos 6 minutos e o segundo de cabeça aos 32 minutos.
Com a vitória, o clube alvinegro recebeu a Taça João Havelange, dado em homenagem ao primeiro vencedor do novo estádio. O jogo teve um público de 43.810 espectadores.

### Manutenção e conservação

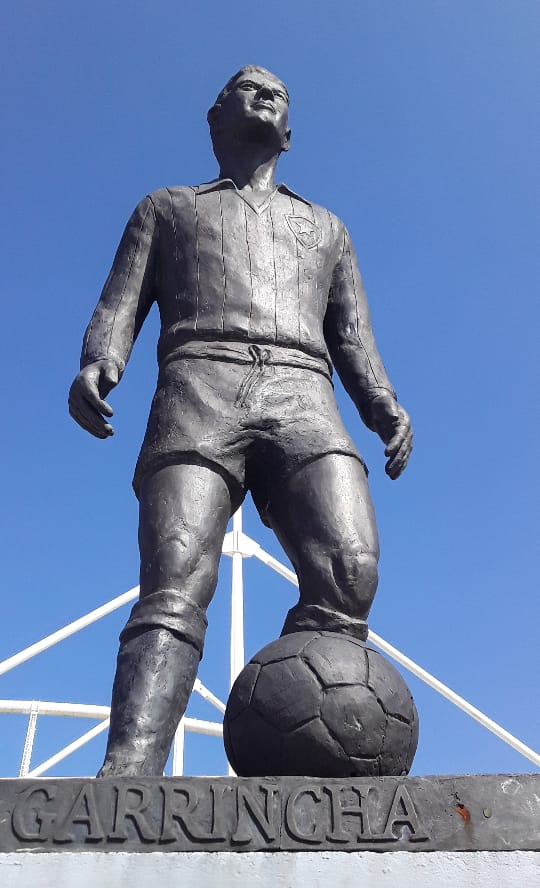
Monumento em homenagem a Garrincha, ídolo do Botafogo e da Seleção Brasileira, na entrada do estádio

Os reparos de manutenção do estádio foram orçados à época da licitação ao patamar de R$ 400 mil por mês. Todavia, foram pontuais alguns gastos, como o feito em maio de 2008, quando foram duplicadas, em parceria com a empresa Telemática, as catracas dos alas Leste e Oeste, passando de dez para vinte, mantendo o número de dez catracas nas alas sul e norte.
Benfeitorias voluntárias também foram realizadas no setor Oeste inferior, de modo a comportar o setor VIP, administrado pela Outplan entre maio de 2008 a outubro de 2009. Foram instaladas fotos, bandeiras e adesivos ligados ao Botafogo, além de redecoradas as instalações, como as lanchonetes.
Ademais, atos de vandalismo já causaram prejuízo ao local. Em setembro de 2008, torcedores do Fluminense quebraram duzentas cadeiras da ala Sul, setor destinado, geralmente, à torcida visitante. O mesmo fato ocorreu a partir da torcida do Flamengo em março e outubro de 2009, quando os banheiros também foram alvo de depredações. Os consertos foram feitos em todos os casos, porém, restaram marcas nas cadeiras, que contrastam tons diferentes de azul em um mesmo setor.
Entre dezembro de 2009 e janeiro de 2010, foram realizadas obras no estádio para a implantação de novas lanchonetes e restaurantes, constituindo assim uma moderna praça de alimentação na arena. Além disso, o gramado do estádio foi substituído.

### Ampliação
Houve um projeto de ampliação da capacidade do estádio para 60 mil espectadores. Esta era uma exigência do Comitê Olímpico Internacional para a realização das Olimpíadas, pois os locais destinados às provas de atletismo deviam apresentar o mínimo de 60 mil lugares. Seriam construídas arquibancadas superiores nas alas Norte e Sul, fechando o anel superior do Engenhão.

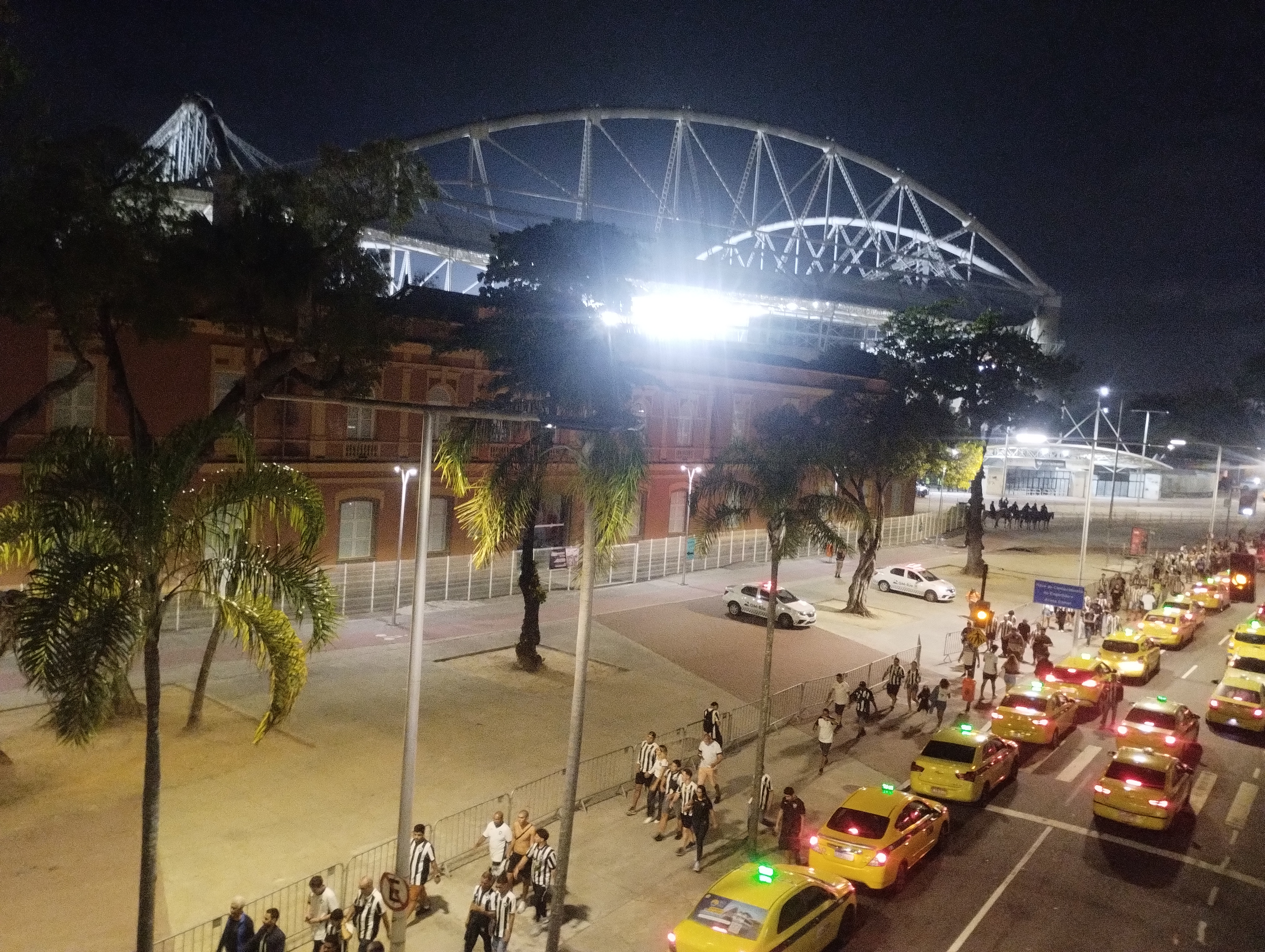
Vista do Nilton Santos a partir da estação de trem do Engenho de Dentro

Com a confirmação do Rio de Janeiro como cidade sede dos Jogos Olímpicos de 2016, esteve em pauta a ampliação do estádio, sendo o início das obras, que não interditariam o estádio, previsto para 2013.
O estádio seria o primeiro na história olímpica como sede exclusiva do atletismo. Até Londres 2012 era comum, porém não obrigatória, a realização dos eventos do atletismo no Estádio Olímpico principal. No caso dos Jogos Olímpicos de 2016, a realização das Cerimônias inaugural e de encerramento foi no Estádio do Maracanã, local que também sediou as partidas finais do futebol (masculino e feminino).
Fato quase similar ocorreu nos Jogos Olímpicos de Melbourne, na Austrália, no ano de 1956. Em tal ocasião, o cerimonial e as provas de atletismo se realizaram no Melbourne Cricket Ground, estádio este direcionado à prática do críquete (desporto muito popular entre os australianos).

### Outros projetos
Além da extensão das arquibancadas pelas alas Norte e Sul, havia também a possibilidade de ampliação do estádio para 80 mil, ideia elaborada visando a realização de jogos da Copa do Mundo FIFA de 2014. Após a ampliação já prevista, novos setores com cadeiras seriam implantados abaixo das atuais arquibancadas inferiores. A pista de atletismo seria substituída pelo novo gramado, que seria rebaixado. Tratava-se de alterações temporárias, que seriam desfeitas após a Copa, para o estádio manter as características voltadas para a prática do atletismo. Este projeto, no entanto, foi descartado uma vez que o Rio de Janeiro indicou apenas o Maracanã na sua candidatura à cidade-sede da Copa no Brasil.

### Entorno

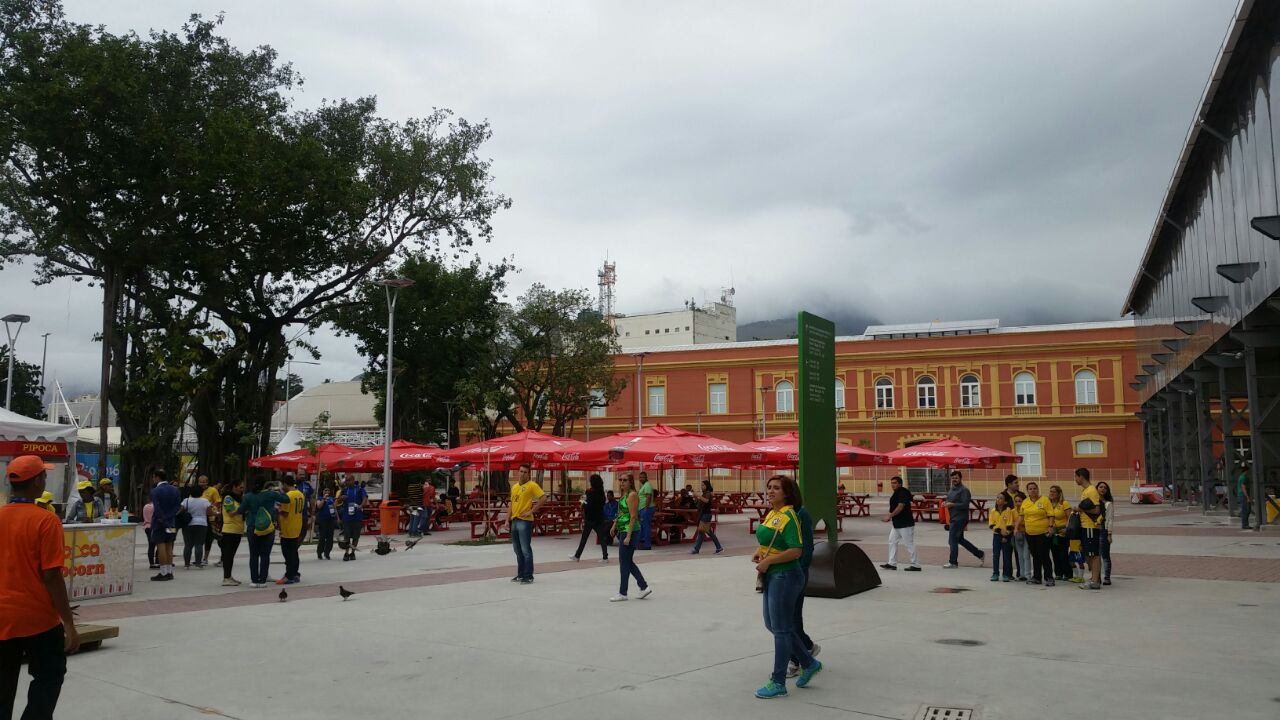
Praça do Trem, ao lado da estação Engenho de Dentro.

Há dois galpões abertos na Praça do Trem (Praça Carlos Alberto Torres), localizada na parte da área externa do estádio, onde ocorrem atividades como aulas de capoeira e CrossFit e a instalação de brinquedos infláveis. A prática de skate e outros exercícios físicos no calçadão ao redor do local também é comum, assim como a venda de comida por food trucks. Diversas atividades de esporte e lazer acontecem ao ar livre como danças, lutas, pingue-pongue, futebol, bicicleta e exercícios funcionais. Nos fins de semana, eventos como rodas de samba ou bailes ocorrem no local.  Na mesma Praça do trem fica o Museu cidade olímpica onde há exposição de medalhas olímpicas e visita interativa que conta a história das Olimpíadas.  Com a remodelação do espaço em 2016, a praça passou a ser o maior espaço público da região do Grande Méier, passando a contar com cerca de 35 mil m² de área. 
Dados do Instituto de Segurança Pública e do DataRio apontam para uma melhora da percepção de segurança nos arredores do estádio após sua construção. Segundo o prefeito do Rio de Janeiro, Eduardo Paes, o projeto do Botafogo para o estádio melhora o entorno da região, gera empregos e atrai riquezas.

### Customização

Arquibancada do Estádio Nilton Santos após ganhar as cores do clube

Em dezembro de 2016, o Botafogo anunciou uma customização do Estádio Nilton Santos, pintando todas as cadeiras, originalmente azuis, nas cores do clube, preto e branco. O clube também anunciou que iria retirar as cadeiras do setor norte das arquibancadas para formar uma área popular, com preços dos ingressos reduzidos, mas devido a exigências do Corpo de Bombeiros, foram mantidos assentos sem encosto no setor. Houve planos para pintar também a pista de atletismo do estádio nas cores alvinegras, mas ela foi mantida na cor azul, segundo o clube, para preservar a história olímpica do local.
Junto à customização, torcedores do Botafogo puderam inscrever seus nomes em cadeiras do estádio, ao custo de 50 reais, sem obter a propriedade dos assentos. Somados, tais anúncios foram creditados entre as razões que levaram ao crescimento de membros do plano de sócio-torcedor do clube no fim de 2016. Torcedores também pintaram e customizaram áreas da parte externa do estádio.
O primeiro evento do local após a customização foi o Jogo da Amizade, entre as seleções de Brasil e Colômbia, enquanto o Botafogo atuou no estádio personalizado pela primeira vez contra o Colo-Colo, pela Copa Libertadores da América.

### Gramado sintético e modernização
Após a transformação do Botafogo em uma Sociedade Anônima do Futebol e a venda do futebol do clube para o norte-americano John Textor, o Botafogo anunciou diversas melhorias e alterações nas instalações do estádio. A primeira foi o novo vestiário, que teve uma reforma completa e sua modernização iniciada em maio de 2022. Logo após veio a reforma e modernização da Sala de Imprensa e a criação e ampliação de quiosques que comercializam produtos do clube dentro das instalações do estádio.
No início do ano de 2023 o Botafogo anuncia outra alteração no Estádio Nilton Santos, a substituição de seu campo de grama natural por um feito de grama sintética. A escolha foi realizada pela rapidez de manutenção e recuperação, para conciliar a elevada carga de jogos com os shows e eventos marcados para o local. O Alvinegro foi o terceiro clube da Série A do Campeonato Brasileiro a instalar um gramado sintético em seu estádio, após o Athletico-PR na Arena da Baixada e o Palmeiras no Allianz Parque, e seu campo artificial recebeu o certificado FIFA Quality Pro.
O gramado sintético foi utilizado pela primeira vez em uma partida do Botafogo contra o São Paulo, pelo Campeonato Brasileiro de 2023, e foi elogiado pelos jogadores, treinadores e torcedores das equipes, também sendo considerado como um dos fatores responsáveis pela campanha alvinegra na competição, que a equipe liderou por 31 rodadas antes de terminar na quinta colocação.

## Nome

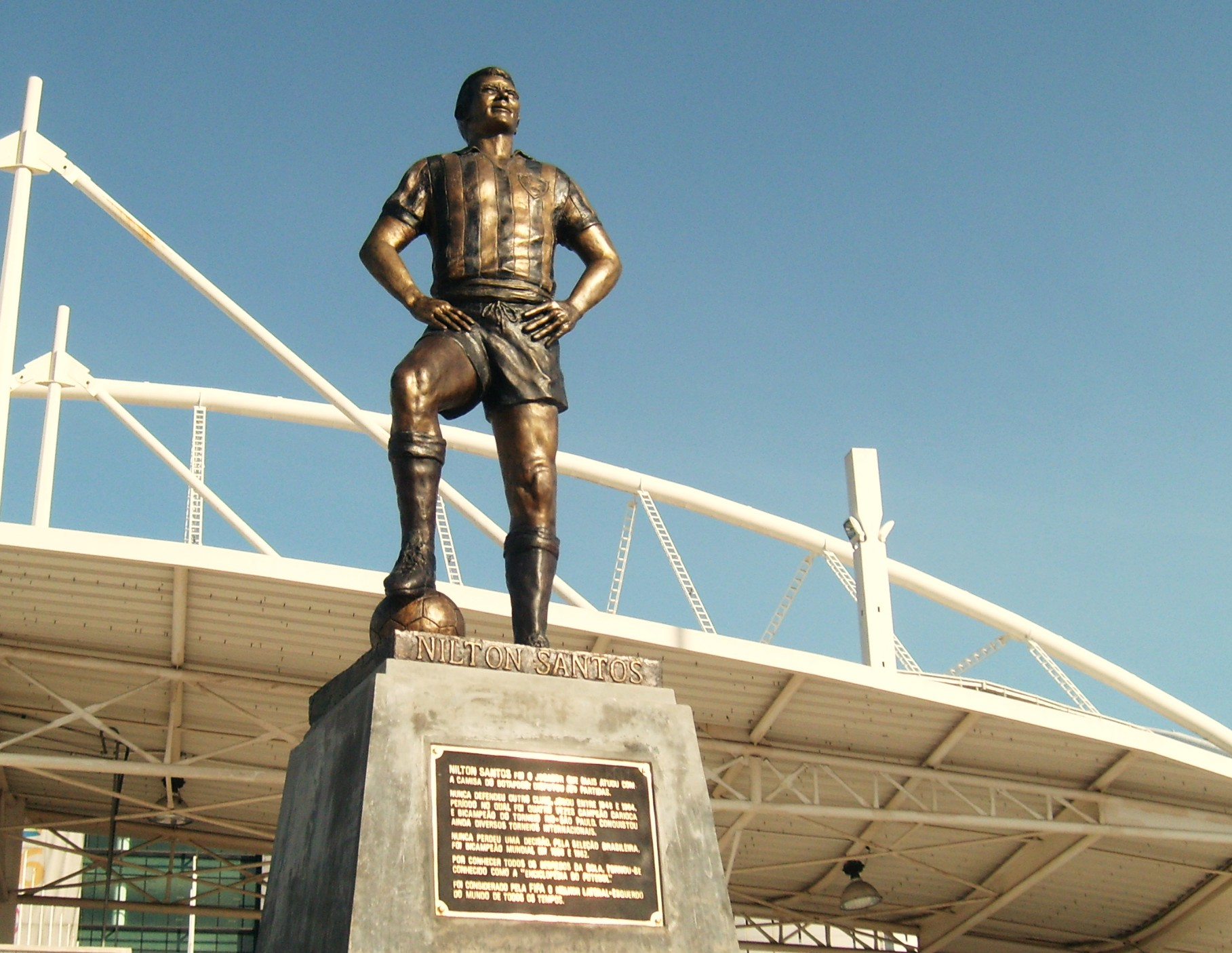
Estátua de Nilton Santos, inaugurada em 2009, na entrada principal do estádio

O estádio também é conhecido popularmente pelo nome de "Engenhão", devido à sua localização, no bairro Engenho de Dentro. A antiga denominação de "Estádio Olímpico João Havelange" foi instituída pelo Decreto nº 23057 de 26 de junho de 2003 da prefeitura do Rio de Janeiro, em homenagem ao ex-presidente da FIFA João Havelange. Em 2015, o nome fantasia foi alterado oficialmente para Estádio Nilton Santos em mudança publicada no diário oficial em 9 de fevereiro de 2015. Dois anos depois, o nome "Estádio Olímpico João Havelange" foi oficialmente substituído por "Estádio Olímpico Nilton Santos" pelo Decreto nº 42883 de 10 de fevereiro de 2017 da prefeitura do Rio de Janeiro.

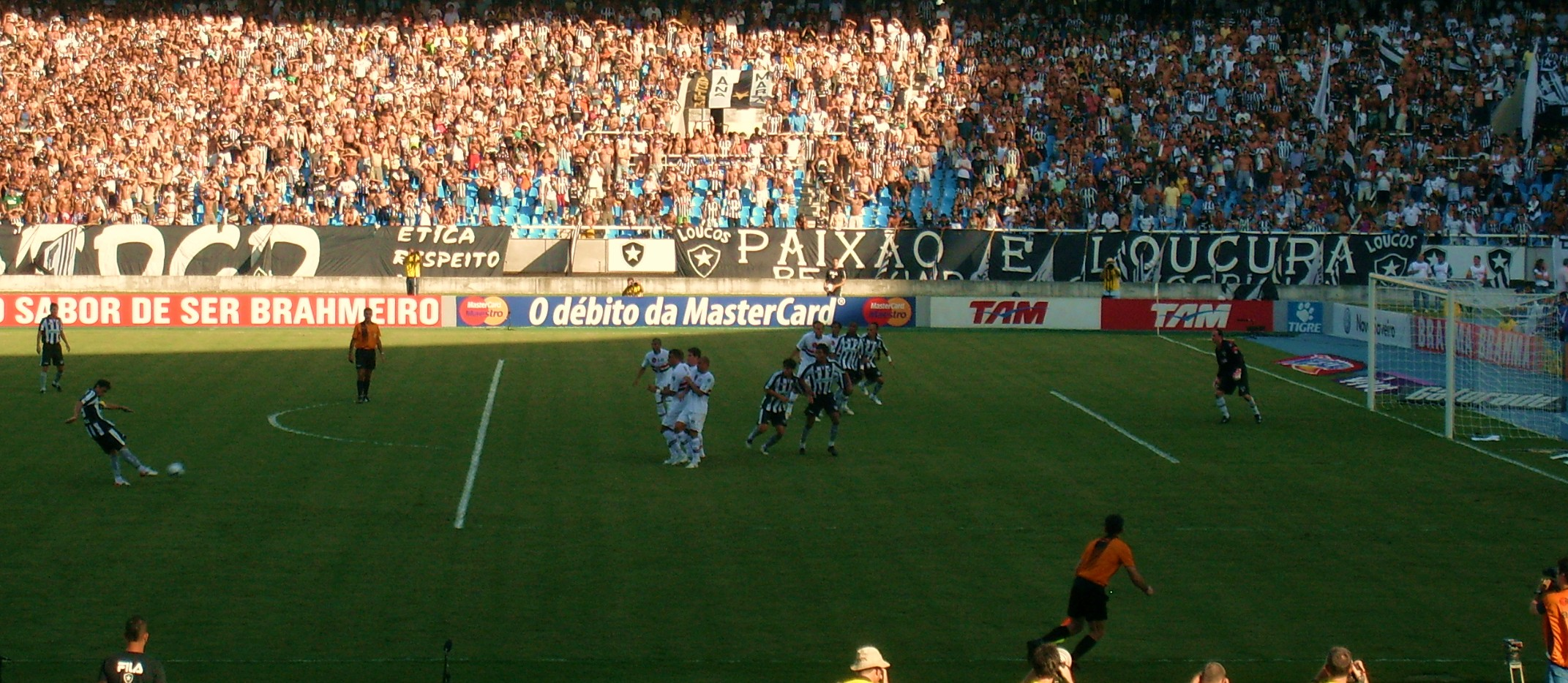
Botafogo em duelo contra o São Paulo

O estádio é administrado pelo Botafogo. Pelo edital, o concessionário pode alterar o nome fantasia do estádio. Desta forma, a diretoria do Botafogo, em parceria com algum grupo de exploração comercial, estuda negociar os naming rights com alguma empresa.
Para tanto, passou a evitar o uso do nome popular, Engenhão, chamando-o apenas de "Estádio Nilton Santos" nos veículos de comunicação diretamente ligados ao clube. Entre 2009 e 2013 foi chamado de Stadium Rio. Devido à pressão popular, advinda, sobretudo, da torcida Alvinegra, para que o nome do estádio fosse alterado para Estádio Nilton Santos, em homenagem ao ex-jogador do Botafogo e da Seleção Brasileira que morreu em 2013, o nome foi modificado.

## Localização

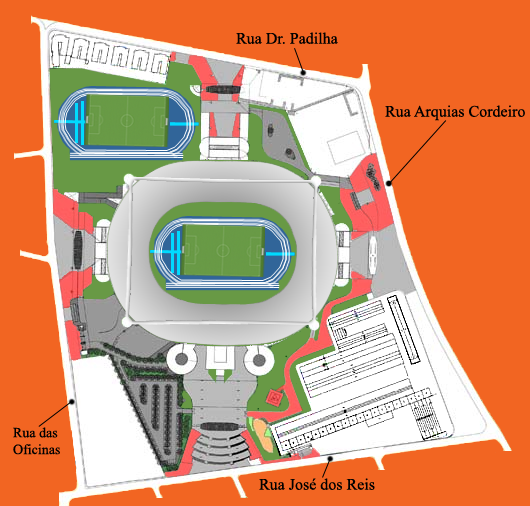
Representação do complexo

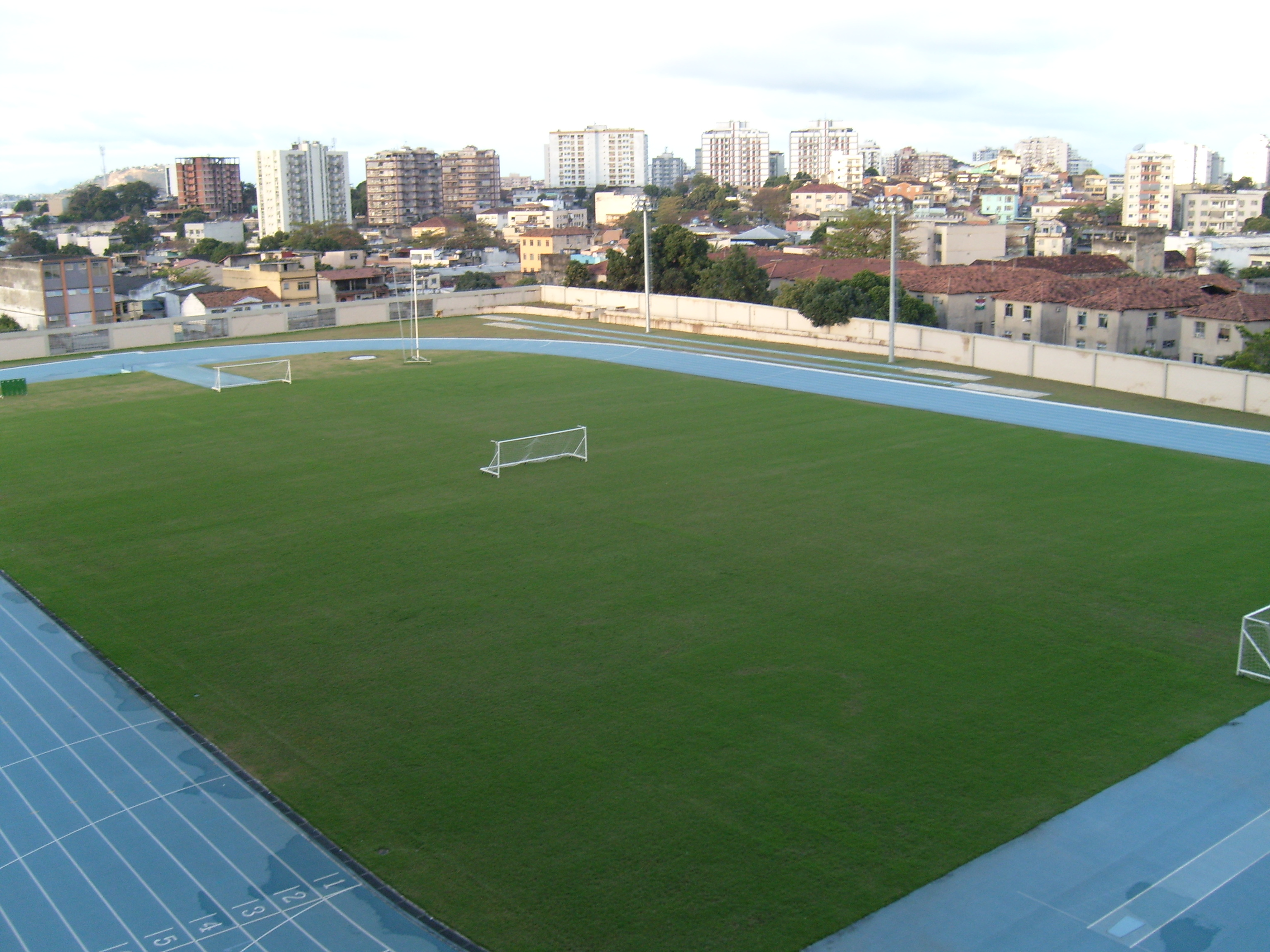
Campo anexo de aquecimento

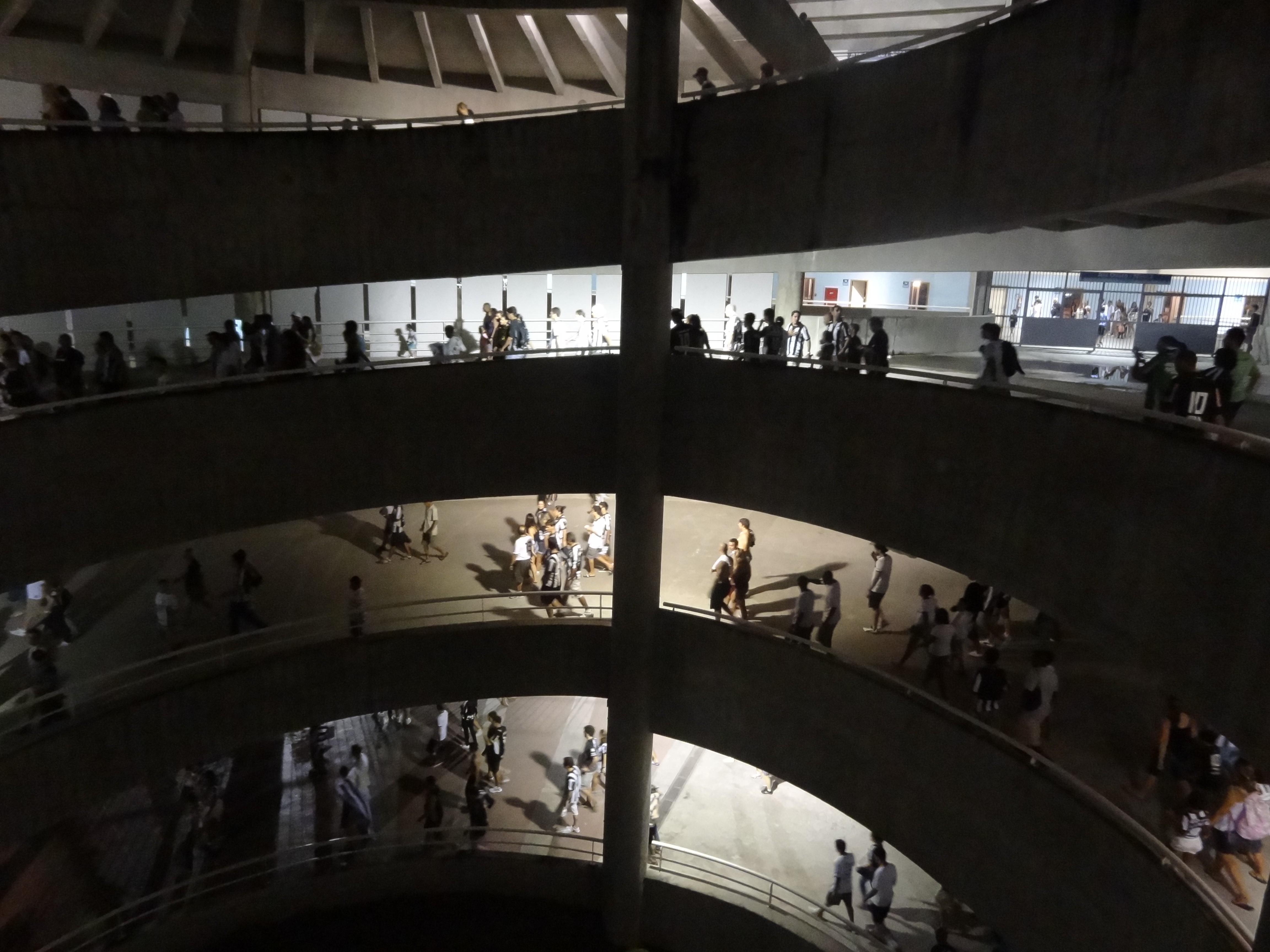
Rampas de acesso internas, em formato caracol

Sua localização no bairro do Engenho de Dentro, área densamente ocupada e em processo de transformação urbana iniciou uma renovação na região, com a melhoria do sistema viário, calçadas e passeios, da drenagem, iluminação e serviços públicos, arborização e sinalização, entre outras. O transporte público oferecido favorece as diversas propostas de usos e atividades desportivas, culturais e sociais programadas para o estádio. O Estádio Nilton Santos ocupa um terreno de 200 mil m² em 128 mil m² de área construída. Possui quatro entradas, chamadas Sul, Leste, Norte e Oeste. Estes acessos localizam-se, respectivamente, nas ruas que formam o quadrilátero em torno do estádio, que são a Arquias Cordeiro, a Doutor Padilha, a Das Oficinas Jornalista Luiz Mendes  e a José dos Reis. Em frente à ala Sul do estádio, localiza-se a estação de trem do Engenho de Dentro.
A Supervia, empresa que administra os trens, e a prefeitura firmaram acordo para a construção de uma passarela que liga a estação à entrada do estádio. Dentro da estação, foram instaladas escadas rolantes e catracas eletrônicas, além de terem sido construídas novas bilheterias da Supervia na direção da passarela. O total gasto com obras nos arredores do estádio chegou a R$ 20 milhões.
No Estádio Nilton Santos, encontram-se um campo de futebol com grama sintética de tamanho 105 por 68 metros, uma pista de atletismo com nove raias no padrão standard da World Athletics, dois setores para salto triplo e em distância, um para salto com vara, outro para salto em altura e uma pista de dardo. Toda esta estrutura repete-se no campo anexo ao estádio, utilizado para alguns treinamentos, inclusive o gramado sintético.

## Transporte
A partir da Zona Sul, Centro, Tijuca ou Barra, os torcedores podem chegar ao Nilton Santos, indo para a estação de metrô e trem da Central do Brasil, onde há linhas de trem diretas para o estádio. Os passageiros vão da Central do Brasil ao Nilton Santos em 25 minutos através das linhas Japeri, Deodoro ou Santa Cruz, saltando obrigatoriamente na estação Estação Olímpica de Engenho de Dentro. Para deixar o estádio em direção ao Centro, Zona Sul, Tijuca ou Barra, o passageiro deve ir em direção à Praça do Trem localizada na divisa dos setores oeste e sul (Rua José dos Reis com Rua Arquias cordeiro) e acessar a Estação Engenho de Dentro, pegando o trem em direção à Central do Brasil.

Linhas de Trem

| Linha      | Terminal                       |
| ---------- | ------------------------------ |
| Deodoro    | Central do Brasil ↔ Deodoro    |
| Santa Cruz | Central do Brasil ↔ Santa Cruz |
| Japeri     | Central do Brasil ↔ Japeri     |

## Estrutura
A estrutura do Estádio Nilton Santos defende uma arquitetura desafiadora, guardando uma característica inconfundível: Uma cobertura metálica, suspensa em quatro grandes arcos, apoiados em pilares externos ao seu contorno, que por sua vez, apoiam dois mezaninos em forma de anéis os quais, segundo os cálculos de engenharia, são projetados para sustentar as acomodações (arquibancada) de 23.668 no anel inferior e 21.549 no superior, onde incluiu-se mais 250 para cadeirantes.
O estádio possui também 125 assentos em sua tribuna de honra e mais 78 camarotes com capacidade para 1.239 convidados. Possui 16 cabines de rádio e 4 para a televisão. Tem-se calculado, ao total, o tempo máximo de 10 minutos para o esvaziamento completo do estádio em caso de tumulto; já para falência múltipla da estrutura que apoiam os anéis não foi levado em conta.

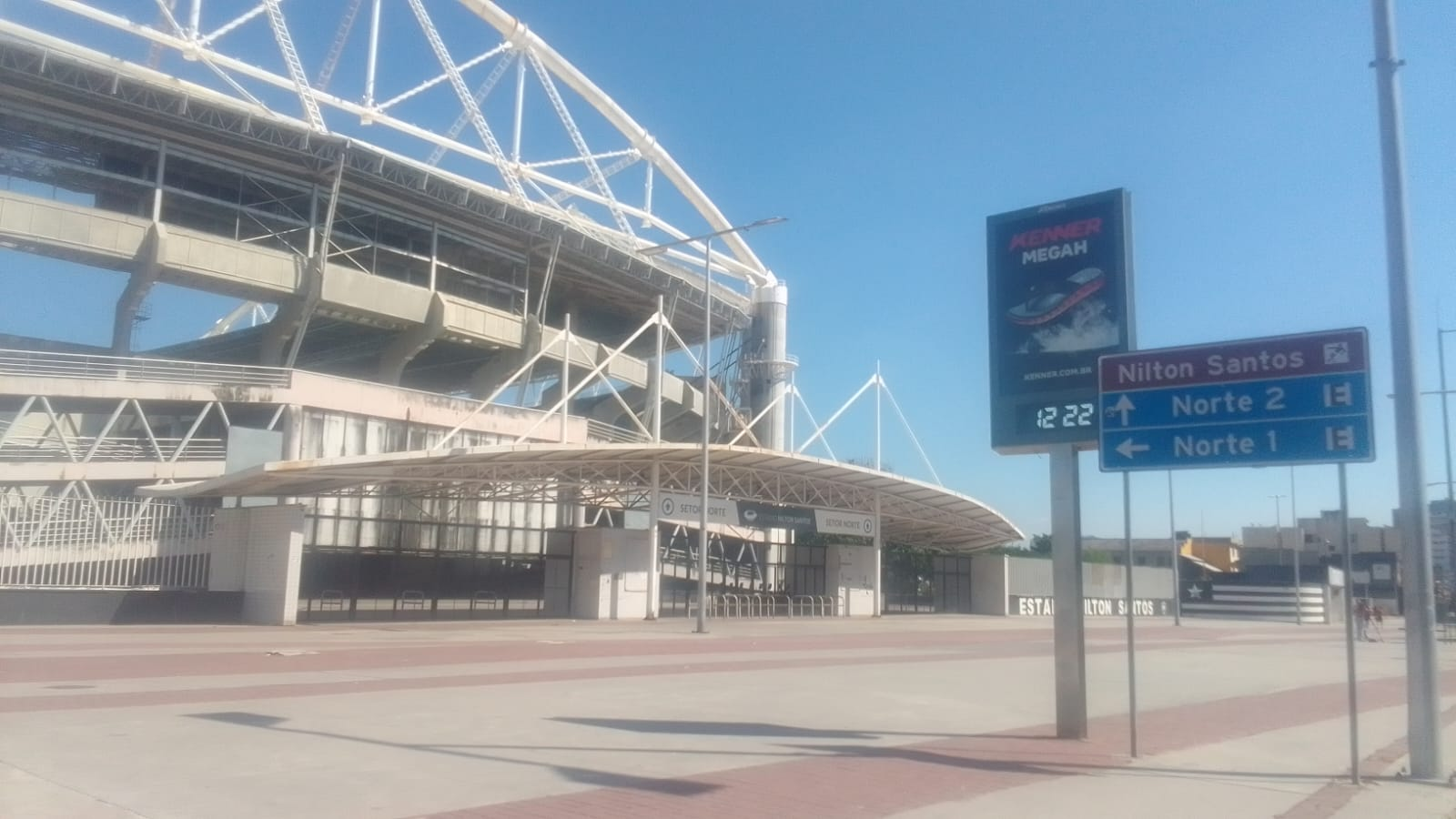
Entrada do Setor Norte

Sua cobertura, de 35 mil m² de área, recobre todos os assentos, servindo de proteção para chuvas e criando sombra ao sol. O Nilton Santos também apresenta quatro arcos em sua parte superior, que são a sua marca inconfundível, remetendo semelhança ao Estádio da Luz, onde foi disputada a final da Eurocopa 2004, em Lisboa.
Ao todo, são cinco níveis de corredores no Estádio Olímpico, sendo o primeiro destinado exclusivamente aos atletas e profissionais ligados aos eventos e os outros quatro, ao público.
Na entrada, o espectador encontra à sua disposição 72 bilheterias e 57 roletas eletrônicas distribuídas pelas quatro alas. Internamente, são 60 banheiros e 22 bares, além de uma área de 3 650 m² para exploração de lojas. Dois telões transmitem os eventos ao vivo e mais dois placares eletrônicos computam os resultados dos jogos.
O estacionamento do estádio, que passou a funcionar para todo o público apenas em 2008, possui 1.660 vagas cobertas. O preço cobrado pela vaga por evento é variável de acordo com a importância do jogo. Encontram-se no local, também, 220 vagas para autoridades e convidados, dez para ônibus e sete caminhões e geradores de televisão, além de um setor para carga e descarga.
Existe um prédio anexo com salas de apoio, localizado à ala Oeste do estádio. Sem finalidade administrativa no momento, porém, é o local onde se encontra um busto em homenagem a Garrincha, que fora transferido do casarão de General Severiano para o estádio.
Ainda nesta ala, mas do lado de fora do estádio, localiza-se a estátua de dois metros de altura feita em bronze do também ex-jogador alvinegro bicampeão mundial Nílton Santos, que dá nome ao estádio, inaugurada em 2009 e custeada por aficcionados do clube. Desde então o Botafogo inaugurou estátuas de mais ídolos do time, que assim como a de Santos foram esculpidas por Edgar Duvivier: Garrincha e Jairzinho  em 2010, Zagallo - que tem a camisa da seleção brasileira ao invés da do Botafogo - em 2013, e Túlio Maravilha em 2021.

## Eventos multiesportivos

### Jogos Pan-Americanos e Parapan-Americanos de 2007

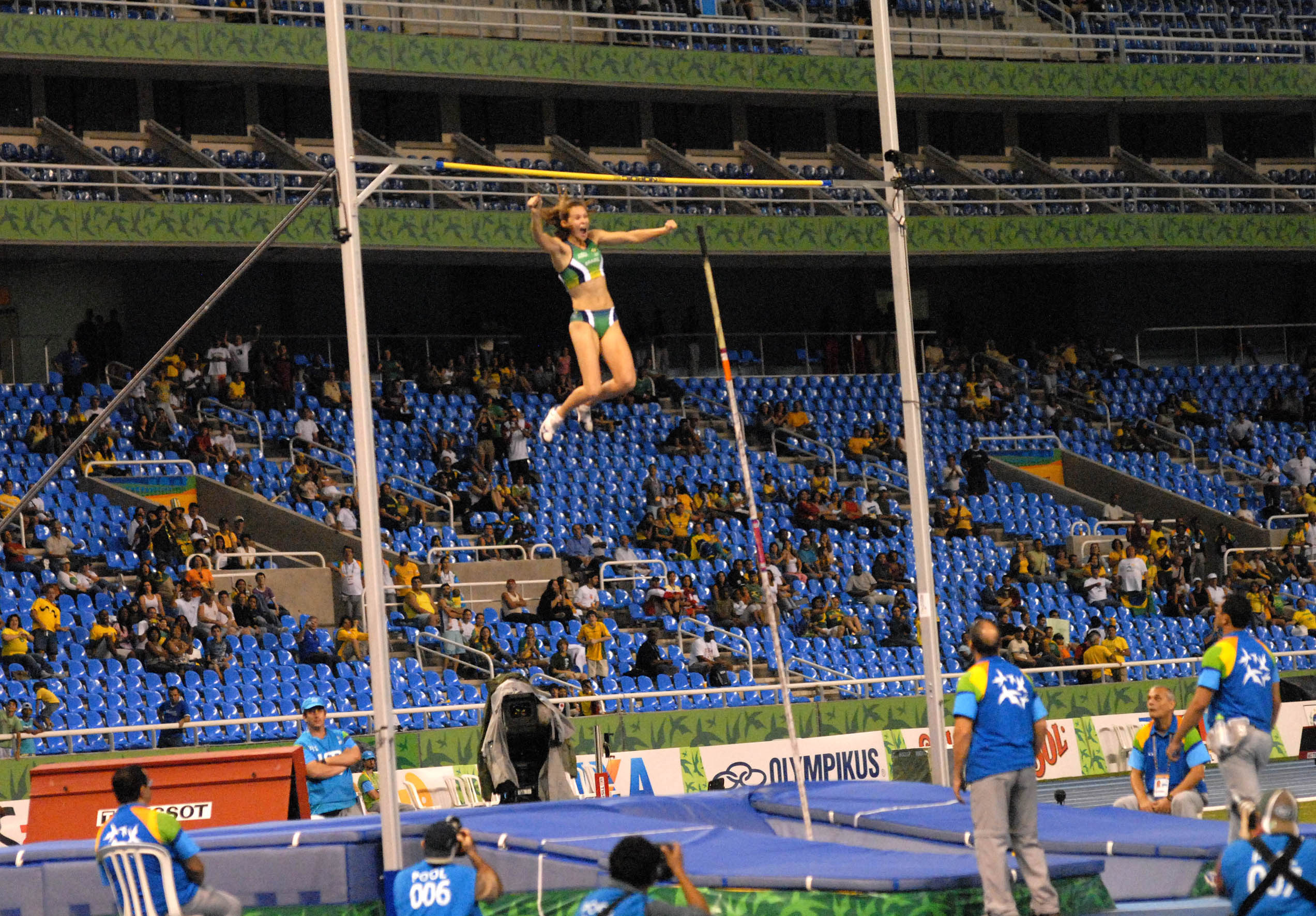
Fabiana Murer, medalhista de ouro no salto com vara

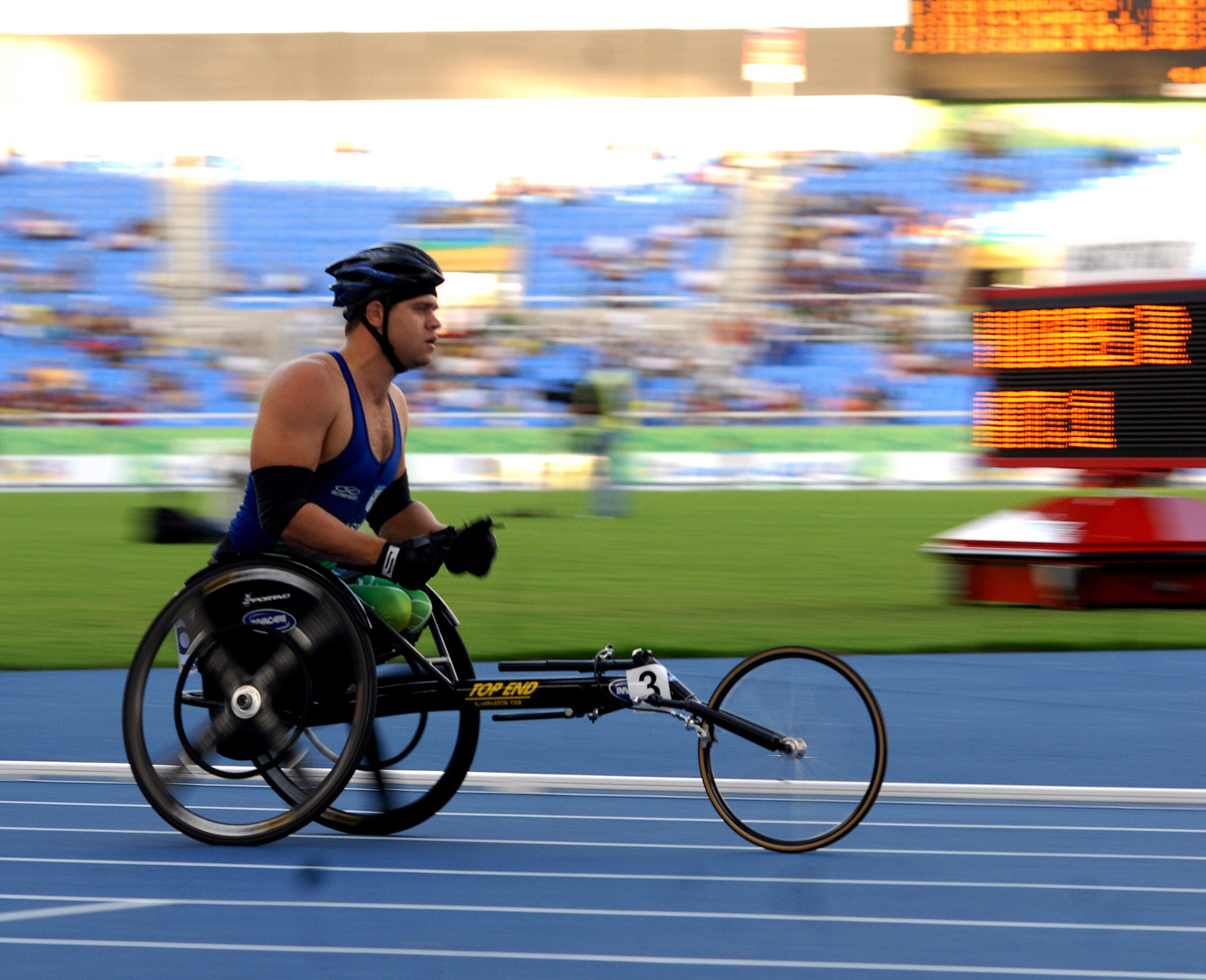
O velocista Wendel Silva Soares na prova de 400 metros para cadeirantes

Nos Jogos Pan-Americanos de 2007, realizados no Rio de Janeiro, o Estádio Nilton Santos sediou as competições de futebol e atletismo.
O primeiro jogo a ser realizado pelo Pan aconteceu no dia 12 de julho, um dia antes da cerimônia de abertura, válido pelo torneio feminino. A seleção do Brasil ganhou da seleção do Uruguai por 4 a 0. O torneio masculino só foi iniciado em 15 de julho, tendo novamente o Brasil, categoria sub-17, como estreante do palco. Vitória brasileira, por 3 a 0, sobre Honduras.
As competições de atletismo no Engenhão iniciaram-se em 23 de julho, não tendo mais o futebol como concorrente no estádio, uma vez que a fase final do futebol foi disputada no Maracanã. A primeira prova realizada foi a disputa dos 100 m do decatlo masculino. Neste mesmo dia, houve a entrega da primeira medalha no Nilton Santos. A cubana e campeã olímpica Yipsi Moreno foi a melhor no lançamento de martelo feminino, batendo o recorde pan-americano, com a marca de 75,20 metros. As competições do atletismo no estádio estenderam-se até 28 de julho, penúltimo dia do Rio 2007.
O atletismo dos Jogos Parapan-Americanos também foi disputado no Estádio Nilton Santos. Cegos, cadeirantes, atletas com paralisia cerebral, amputados, entre outras deficiências competiram no estádio. Ao contrário dos Jogos Pan-Americanos, o ingresso para assistir os eventos foi gratuito.

### Jogos Olímpicos e Paralímpicos de 2016

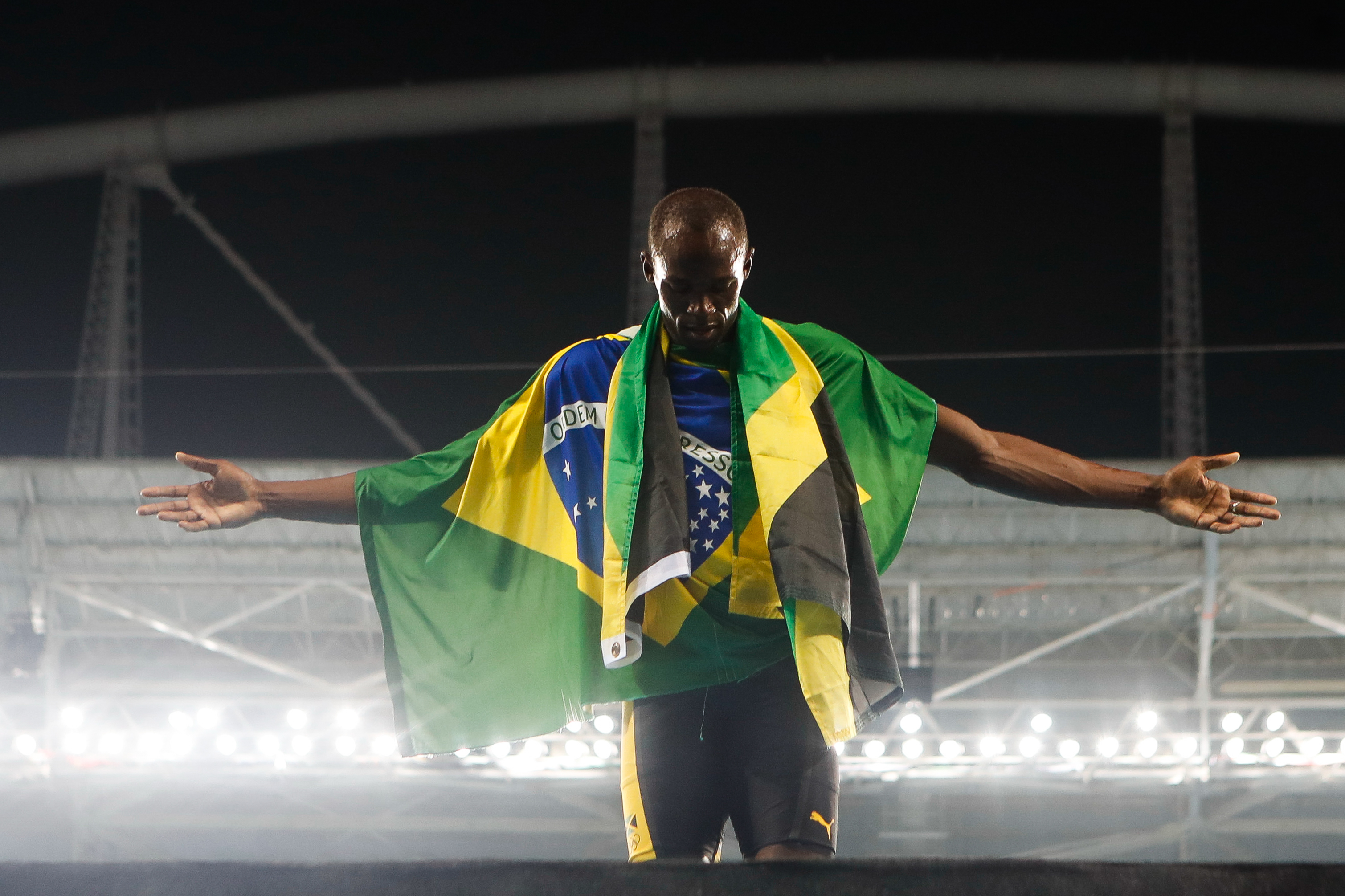
Usain Bolt comemora sua última medalha de ouro olímpica, no Estádio Nilton Santos, pelas Olimpíadas Rio 2016

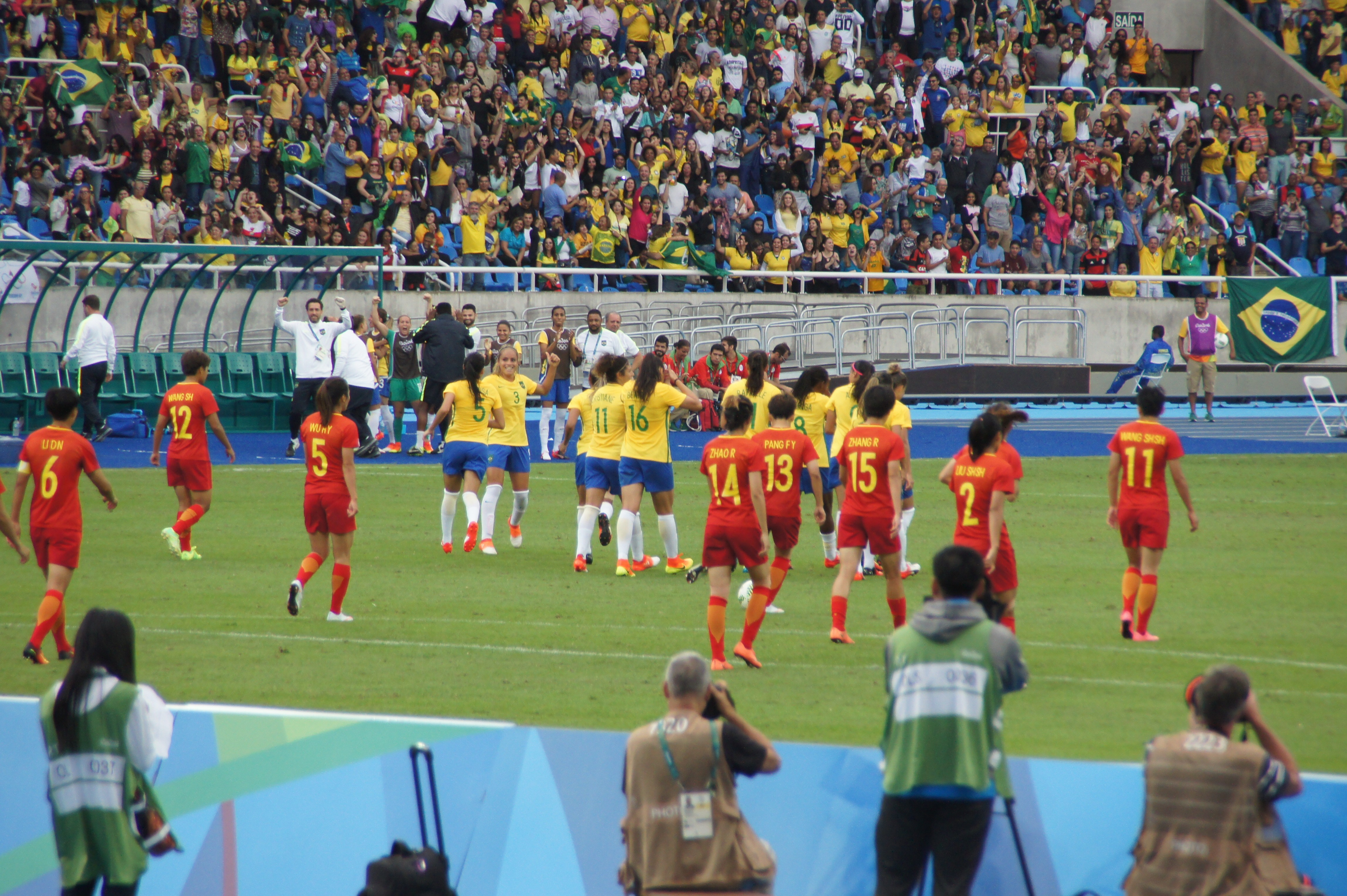
Seleções de Brasil e China se enfrentando no Engenhão pelo futebol feminino das Olimpíadas de 2016

Nos Jogos Olímpicos de Verão de 2016, realizados no Rio de Janeiro, o Estádio Nilton Santos sediou as competições de futebol e atletismo. Foram feitas diversas obras no estádio para adequá-lo às exigências dos Jogos, com um custo total de 52 milhões de reais, incluindo a troca da pista de atletismo e a instalação de arquibancadas temporárias nos setores Norte e Sul, que elevaram a capacidade do local para 60.000 espectadores durante as Olimpíadas e Paralimpíadas. O investimento total, incluindo a área externa do estádio e a restauração da Praça do Trem, chegou a 115 milhões de reais.
As competições de atletismo no Engenhão iniciaram-se em 12 de agosto, e estenderam-se até 20 de agosto. Nas disputas realizadas no Estádio Olímpico, a polonesa Anita Włodarczyk obteve o ouro com recorde mundial no lançamento de martelo feminino, o velocista jamaicano Usain Bolt levou três medalhas de ouro, enquanto Thiago Braz, no salto com vara masculino, conquistou a única medalha de ouro do Brasil, com recorde olímpico.
O atletismo dos Jogos Paralímpicos também foi disputado no local, de 8 a 17 de setembro. Atletas com diversas deficiências físicas e visuais competiram no estádio.

## Licitação

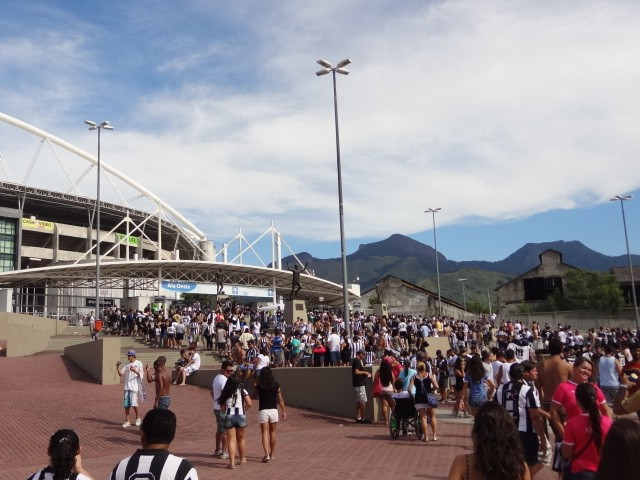
Área externa do estádio

O procedimento de licitação do estádio envolveu o Botafogo de Futebol e Regatas, que estudava parcerias com a estadunidense AEG, com a portuguesa TBZ e com o banco também português BANIF; o Fluminense Football Club, junto com a patrocinadora Unimed; e a Federação de Futebol do Estado do Rio de Janeiro. Além desses, o Clube de Regatas do Flamengo teve discreto interesse em ficar com o estádio, buscando parceria com um dos outros dois clubes.
De acordo com o edital, o vencedor seria aquele que fizesse a maior oferta e arrendaria o Engenhão por 20 anos improrrogáveis. O aluguel teve o preço mínimo de R$ 1 680 mensais mais o custo de manutenção. A data marcada para o resultado do processo foi 1.º de agosto de 2007.
Um dia antes da apresentação dos documentos da licitação, o Fluminense pediu o adiamento da data alegando dúvidas em alguns pontos do edital. Porém, o pedido foi negado pela prefeitura e o clube retirou-se da disputa. Chegada a data, apenas o Botafogo apresentou proposta pelo Engenhão.
No dia 3 de agosto de 2007, o Botafogo foi declarado o gestor oficial do estádio até 2027 pagando R$ 36 mil mensais, atualizado anualmente pelo índice de preços ao consumidor amplo e especial. Dentre os acordos pré-definidos, o Alvinegro cederia o estádio para a realização dos Jogos Olímpicos de Verão de 2016 e, se necessário, da Copa do Mundo de 2014.
No dia 22 de dezembro de 2021, o Botafogo obteve a renovação da concessão do estádio Nilton Santos até 2051, renováveis até 2071.

## Era Botafogo

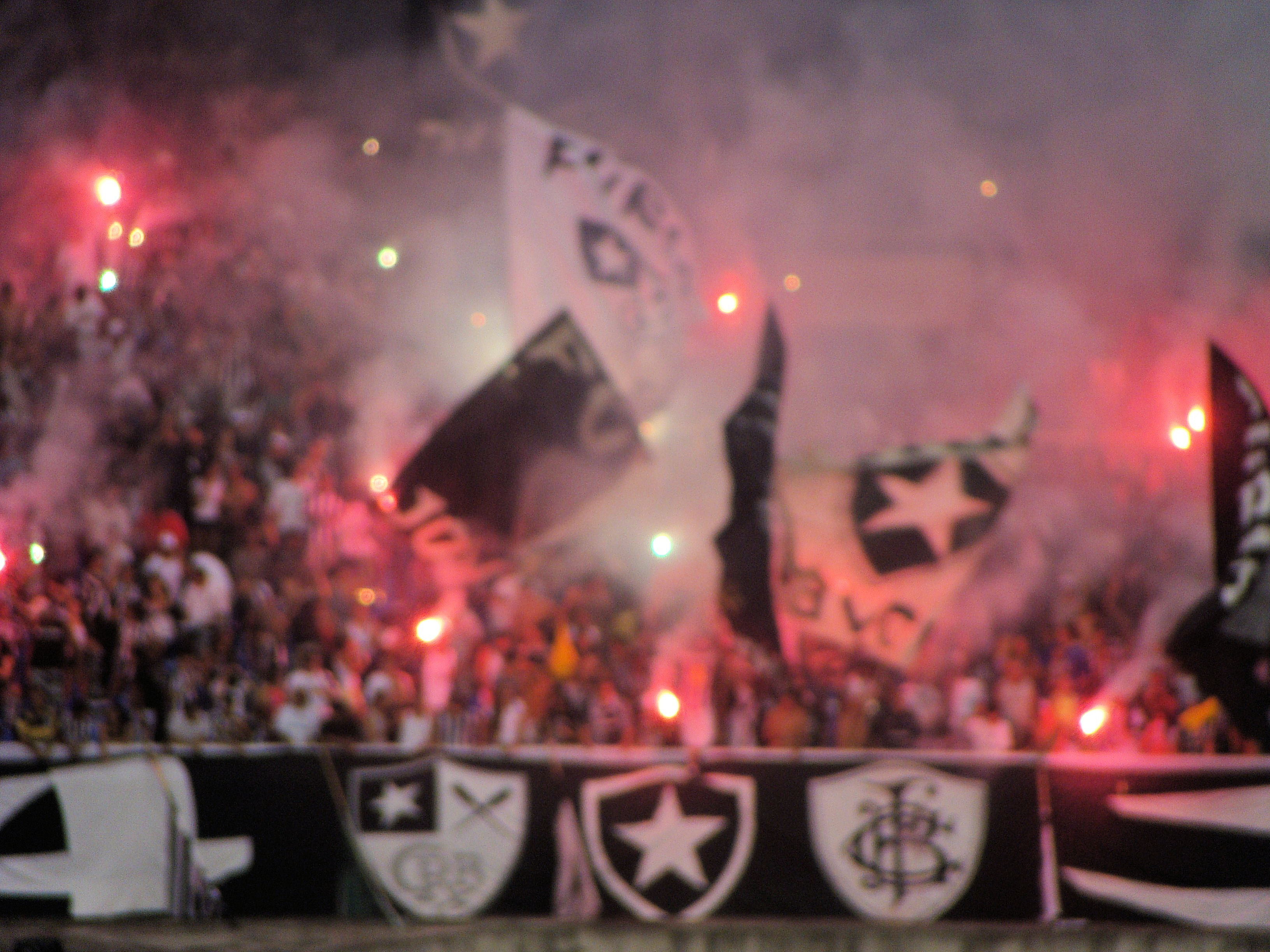
Torcida recepciona o time

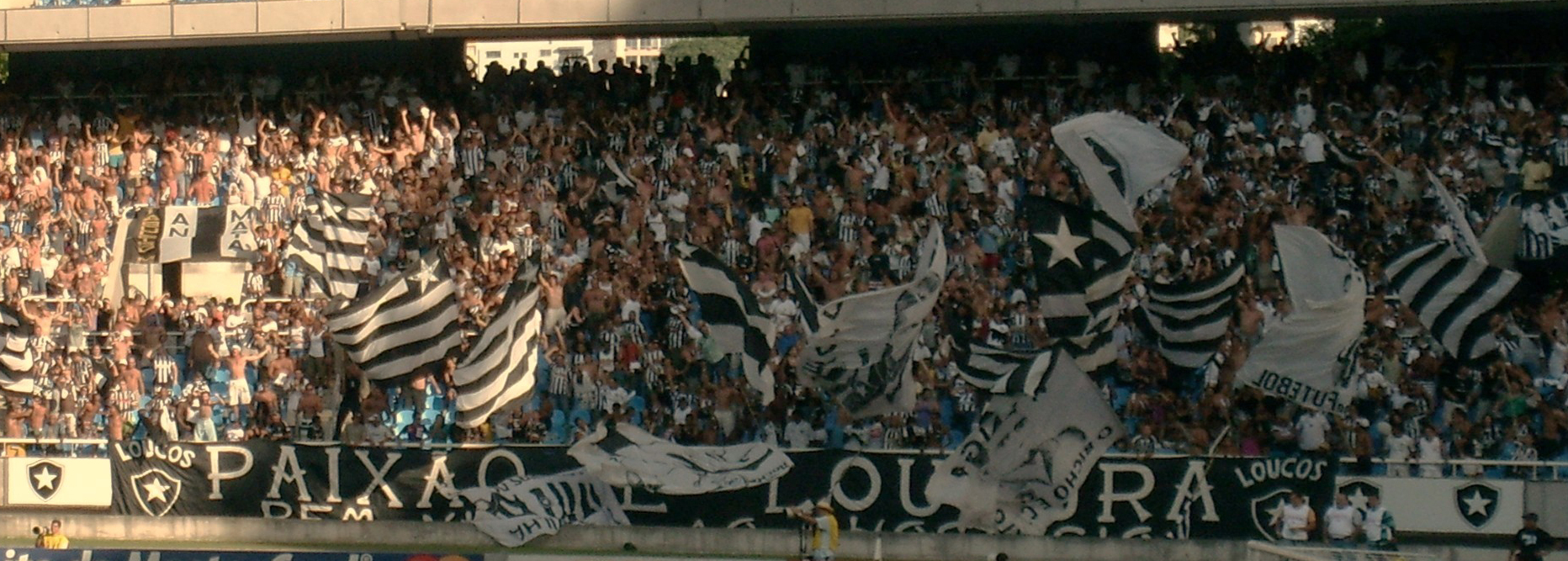
Botafoguenses na arquibancada Leste do Nilton Santos

O Botafogo de Futebol e Regatas, como administrador do estádio, fez a sua reinauguração numa partida contra o River Plate, da Argentina, em 19 de setembro de 2007, em jogo válido pelas oitavas-de-final da Copa Sul-Americana 2007. O Glorioso, que recebeu um público de 39,5 mil pagantes, venceu a partida por 1 a 0, com gol marcado por Joílson aos 44 minutos do primeiro tempo, com um chute de fora da área que encobriu o goleiro Carrizo.
A primeira derrota do alvinegro no estádio aconteceu no jogo seguinte, em 6 de outubro, contra o Santos por 2 a 1, pelo Campeonato Brasileiro de 2007.
A primeira goleada botafoguense em seu estádio veio ainda naquele ano, no dia 1.º de novembro, 4 a 1 sobre o Cruzeiro. Uma curiosidade desta partida é que foi a primeira no estádio a ocorrer sob chuva. Apenas no último jogo do ano o Botafogo veio a empatar em seu estádio, contra o Figueirense por 1 a 1 no dia 2 de dezembro.
Neste seu primeiro ano de uso, o Botafogo fez o total de seis partidas, tendo recebido 125.054 pagantes, com média de 20.842 pagantes por jogo.
Em 2008, um jogo da Copa Peregrino do Botafogo contra o Viking, vencido por 4 a 0, foi o compromisso inicial. O título desta competição foi o primeiro conquistado pelo clube no estádio, havendo a entrega do troféu na partida seguinte, contra o Resende, válida pelo Campeonato Carioca, que era disputado pela primeira vez no Estádio Nilton Santos. O alvinegro começou a personalizar o estádio com bandeiras e faixas do clube em março de 2008. No mesmo mês, dia 23, um domingo de Páscoa, o Botafogo aplicou sua maior goleada no estádio, 7 a 0 contra o Macaé Esporte, com Wellington Paulista marcando o recorde de quatro tentos em um mesmo jogo, que era válido pela Taça Rio.
Com a posse da nova diretoria do Botafogo em 2009, iniciaram-se conversas para a exploração do estádio no atletismo e em outros desportos. No mês de abril, escudos do Botafogo foram pintados na parte externa do estádio, na vitória por 3 a 2 sobre o Madureira, pela Taça Rio.

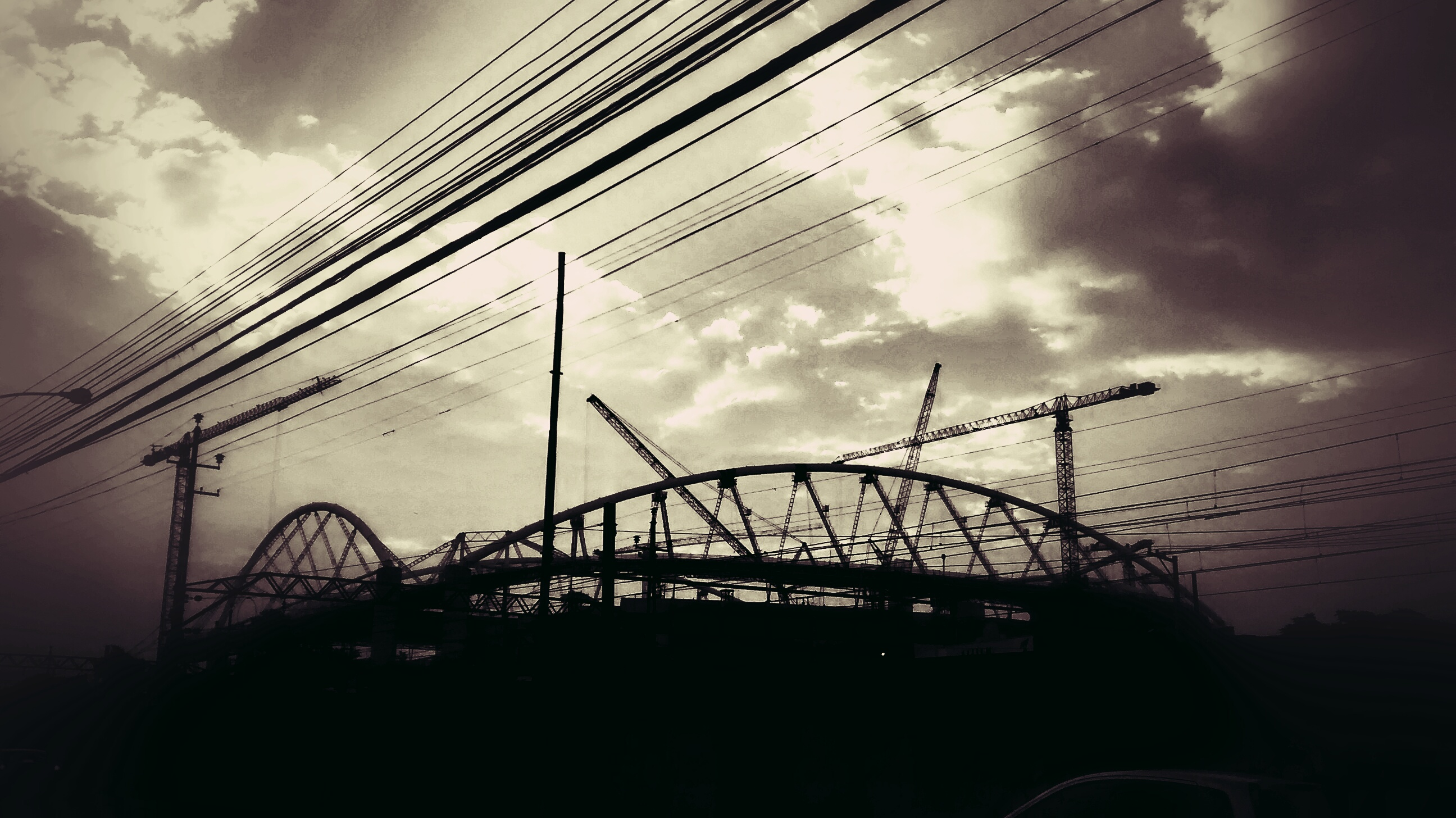
Entardecer no entorno do estádio

No feriado de 12 de outubro, dia de Nossa Senhora Aparecida, o local recebeu um de seus maiores públicos na partida que terminou em empate por 2 a 2 contra o Avaí. Falhas na logística fizeram a diretoria alvinegra vender apenas 33.641 ingressos e ser obrigada abrir gratuitamente o setor oeste superior, que estava fechado por motivos de segurança. O público presente estimou que havia mais torcedores do que cadeiras no estádio, além de cerca de 15 mil pessoas do lado de fora, impossibilitadas de entrar por causa do grande tumulto causado.

## Público

### Maiores públicos envolvendo clubes de futebol
Estes são os dez maiores públicos presentes do Estádio Nilton Santos em partidas envolvendo clubes de futebol.
| Nº | Público presente | Público pagante | Mandante   | Placar | Visitante     | Competição            | Data       | Ref.    |
| -- | ---------------- | --------------- | ---------- | ------ | ------------- | --------------------- | ---------- | ------- |
| 1  | 43 810           | 40 000          | Fluminense | 1–2    | Botafogo      | Campeonato Brasileiro | 30/06/2007 | [ 112 ] |
| 2  | 43 071           | 38 951          | Botafogo   | 4–1    | Coritiba      | Campeonato Brasileiro | 30/07/2023 | [ 113 ] |
| 3  | 42 982           | 39 393          | Botafogo   | 5–0    | Peñarol       | Copa Libertadores     | 23/10/2024 | [ 114 ] |
| 4  | 42 108           | 37 042          | Flamengo   | 1–0    | Nova Iguaçu   | Campeonato Carioca    | 02/02/2011 | [ 115 ] |
| 5  | 42 000           | 37 010          | Flamengo   | 1–1    | Corinthians   | Campeonato Brasileiro | 05/06/2011 | [ 116 ] |
| 5  | 42 000           | 36 995          | Botafogo   | 4–0    | Ceará         | Campeonato Brasileiro | 07/09/2011 | [ 117 ] |
| 7  | 41 986           | 36 967          | Botafogo   | 2–1    | São Paulo     | Campeonato Brasileiro | 08/12/2024 | [ 118 ] |
| 8  | 41 899           | 34 928          | Botafogo   | 0–0    | Cuiabá        | Campeonato Brasileiro | 09/11/2024 | [ 119 ] |
| 9  | 41 387           | 35 321          | Botafogo   | 3–1    | Vasco da Gama | Campeonato Carioca    | 29/04/2012 | [ 120 ] |
| 10 | 40 995           | 35 527          | Fluminense | 1–0    | Guarani       | Campeonato Brasileiro | 05/12/2010 | [ 121 ] |

OBS: Não há dados oficiais sobre o público presente da partida Botafogo 2–2 Avaí, válida pelo Campeonato Brasileiro de 2009, porém há registros de que o estádio recebeu público maior do que comporta. O público pagante foi de 33.641 pessoas.

## Copa América de 2021
O Estádio Nilton Santos foi anunciado pela Conmebol como uma das sedes da Copa América de 2021 no dia 3 de junho do mesmo ano. O local recebeu cinco partidas da fase de grupos, uma das quartas de final e uma semifinal, e foi o palco de todas as partidas da competição na cidade do Rio de Janeiro, exceto a final, disputada no Maracanã. O gramado do estádio foi muito criticado por jogadores e comissões técnicas ao longo do torneio. A Seleção Brasileira atuou no local quatro vezes durante a competição, vencendo todos os jogos.

## Comendatários, mandantes, visitantes e clássicos
Desde 2017, o Botafogo faz valer seu mando de campo em clássicos cariocas, anteriormente disputados com divisão de torcidas 50/50, passaram a ser disputados com torcida 90/10. 
Além de ser utilizado pelo Botafogo, o Estádio Nilton Santos eventualmente abrigou partidas envolvendo outras equipes, após a cessão do estádio ao Botafogo, a primeira partida que não envolveu o clube mandante foi entre a Seleção Brasileira sub-23 e a Seleção de Craques do Brasileirão de 2007, vencida pela segunda por 3 a 0, sendo este o último compromisso realizado no Nilton Santos no seu ano inaugural.
A primeira partida internacional no local ocorreu em 2008, um amistoso entre a Seleção do Benin e o America-RJ. A partir de então, pouco a pouco, outros clubes do Rio de Janeiro passaram a utilizar o estádio, que também foi sede de clássicos.

### Duque de Caxias
O Duque de Caxias fez sua primeira partida com mando de campo contra a Portuguesa no dia 13 de julho de 2010 em jogo válido pela Série B, disputando assim a maioria dos jogos da Série B de 2010 e 2011.

### Vasco da Gama
Na terceira rodada do Brasileirão de 2008, houve o primeiro clássico após a vitória alvinegra na licitação do estádio. O Botafogo empatou com o Vasco da Gama em 1 a 1. Essa também foi a primeira partida do time cruzmaltino no Engenhão, o que voltaria a se repetir apenas nos Campeonatos Cariocas, a partir de 2009, para atender exigências contratuais relativas à transmissão dos jogos contra equipes pequenas.
Em 2010, em um clássico contra o Botafogo, o Vasco da Gama aplicou 6 a 0 em face ao mandante, sua maior goleada sofrida no estádio.

### Flamengo
Em 2 de fevereiro de 2008, o Flamengo fez seu primeiro jogo no Engenhão, vencendo o America por 4 a 0. A equipe ainda mandou poucas partidas no local antes do primeiro confronto contra o Botafogo. A estreia deste clássico ocorreu em 25 de outubro de 2009, com derrota alvinegra por 1 a 0.
A equipe, a partir de 2010 e até o fim de 2012, exerceu mando de jogos no estádio, tendo em vista o fechamento do Maracanã para obras. Nesse período, o clube conquistou no estádio o Campeonato Carioca de 2011 de forma invicta e disputou uma edição da Copa Libertadores da América, em 2012.

### Fluminense
Pela partida de inauguração, o Fluminense disputou um Clássico Vovô em 2007, contra o Botafogo, vencido pelo time de General Severiano por 2 a 1, com gols de Dodô para o Botafogo, e Alex Dias, pelo Fluminense, tendo sido de Alex o primeiro gol do estádio. O time voltou a fazer jogos no estádio pelo Estadual de 2009.
Em 2010, após o fechamento do Maracanã para as obras da Copa do Mundo, o Tricolor passou a disputar suas partidas como mandante no Campeonato Brasileiro 2010, em acordo com os dirigentes botafoguenses.
O Fluminense tornou-se o primeiro clube de futebol a conquistar um título oficial no estádio (o Botafogo, em 2008, conforme mencionado anteriormente neste artigo, conquistou um torneio amistoso) ao sagrar-se campeão brasileiro de 2010, conquistando nesse estádio também o Campeonato Carioca de 2012, disputando as suas partidas com mando de campo na conquista do Campeonato Brasileiro de 2012 e nele disputando três edições da Copa Libertadores da América, em 2011, 2012 e 2013, com 5 vitórias, 4 empates e 2 derrotas em 11 jogos da principal competição continental disputados nesse estádio. Até o fim de agosto de 2017, o Fluminense disputou no total 98 jogos, com 45 vitórias, 30 empates e 23 derrotas, 155 gols a favor e 107 contra.

### Seleção Brasileira
A Seleção Brasileira de Futebol tem ótimo retrospecto no estádio tendo vencido cinco das seis partidas disputadas no Nilton Santos, a estreia ocorreu em 10 de setembro de 2008, com um empate de 0 a 0 contra a Bolívia, pelas Eliminatórias para a Copa do Mundo de 2010. A partida registrou público de 31.422 pessoas.
O estádio foi o palco de uma partida amistosa beneficente entre Brasil e Colômbia, o Jogo da Amizade, no dia 25 de janeiro de 2017. A renda líquida da partida foi repassada à equipe da Chapecoense, e foi utilizada para indenizar as famílias das vítimas do acidente do Voo LaMia 2933. O jogo teve público de 18.695 pessoas, e a seleção brasileira venceu por 1 a 0.

#### Partidas da Seleção Brasileira no estádio
Essas são todas as partidas em que a Seleção Brasileira masculina atuou no Estádio Olímpico Nilton Santos.
| Data                   | Competição                       |        | Placar | Adversário | Público    | Ref.    |
| ---------------------- | -------------------------------- | ------ | ------ | ---------- | ---------- | ------- |
| 10 de setembro de 2008 | Elimin. da Copa do Mundo de 2010 | Brasil | 0–0    | Bolívia    | 31 422     | [ 140 ] |
| 25 de janeiro de 2017  | Jogo da Amizade                  | Brasil | 1–0    | Colômbia   | 18 695     | [ 144 ] |
| 17 de junho de 2021    | Copa América de 2021             | Brasil | 4–0    | Peru       | [ nota 1 ] | [ 145 ] |
| 23 de junho de 2021    | Copa América de 2021             | Brasil | 2–1    | Colômbia   | [ nota 1 ] | [ 146 ] |
| 2 de julho de 2021     | Copa América de 2021             | Brasil | 1–0    | Chile      | [ nota 1 ] | [ 147 ] |
| 5 de julho de 2021     | Copa América de 2021             | Brasil | 1–0    | Peru       | [ nota 1 ] | [ 148 ] |

## Parcerias

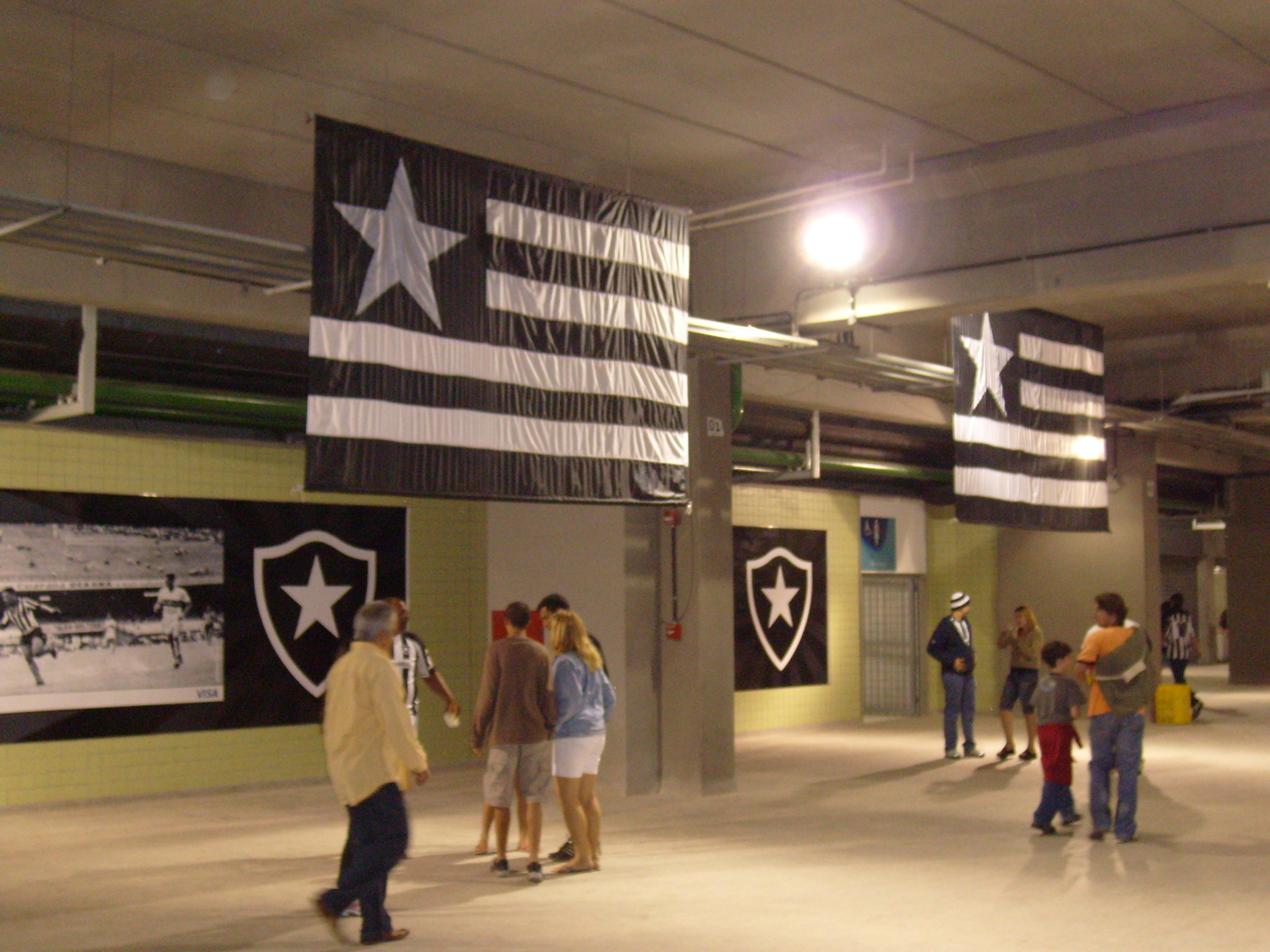
Corredor personalizado do setor oeste

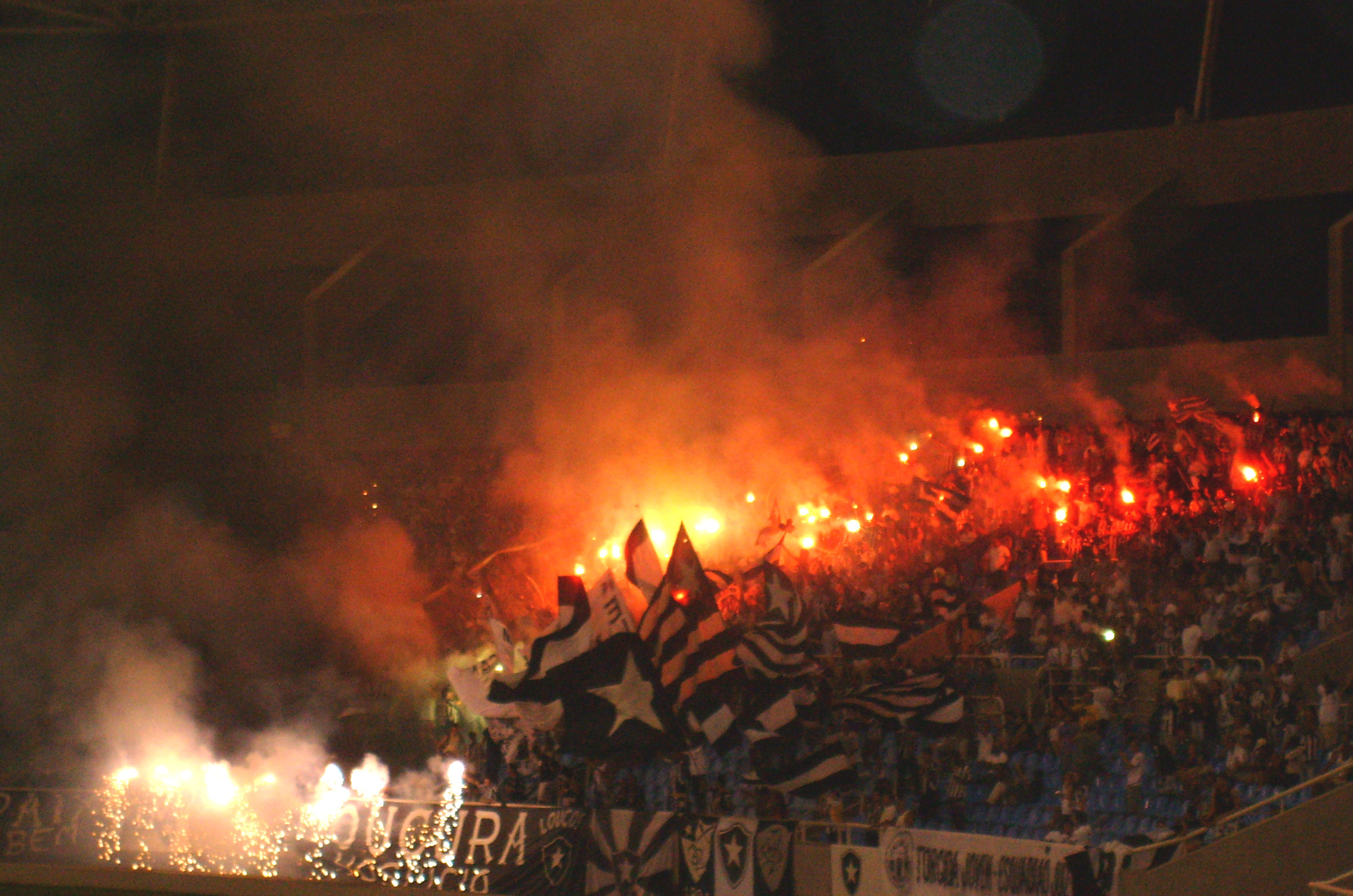
Torcida, "em chamas", recebe o alvinegro carioca

Estão instalados no Nilton Santos, lanchonetes da rede Bob's. O estádio também possui a marca FireBurger e desde 2024, o Botafogo abriu o "GloRIOso" , restaurante que chegou com uma proposta inspirada nos botecos cariocas para oferecer mais opções de alimentação para os torcedores, o slogan do restaurante é: "Todo o sabor do Rio de Janeiro em um só lugar". No fim de 2024 o clube renovou sua parceria com a Ambev para a venda de bebidas dentro do estádio até o fim de 2028.  O Clube também possui loja e quiosques da Botafogo Store com venda de camisas, copos do jogo e diversos produtos oficiais, dentro do estádio.
Após assinada a concessão do estádio ao Botafogo, foram iniciadas negociações com diversas empresas para a exploração do estádio. A primeira foi com a portuguesa TBZ, que planejava investir cerca de R$ 180 milhões no estádio e atrair parceiros publicitários.
Em janeiro de 2008, a EBN & Associados chegou a acertar com o Botafogo para controlar a venda de pacotes de ingressos para os acontecimentos no local, mas o empreendimento não foi à frente.
Outra empresa que chegou a fechar, em meados de 2008, com o Botafogo foi a ADMA Eventos, voltada para shows e outras festas, todavia, a inércia das operações levou à rescisão amigável do contrato.
Neste interregno, parcerias que deram certo foram sobre a operação do estacionamento do estádio, iniciada com o suporte da AP Park a partir do início de 2008. À mesma época, a Golden Goal passou a gerenciar as operações de venda e controle dos camarotes desde então, inclusive, realizando leilão de camarotes ao fim de 2009.
Ademais, por cerca de um ano e meio, o Botafogo, juntamente à Outplan, operou o setor VIP-Visa, onde havia venda via internet através desta bandeira de cartões de crédito. O serviço foi interrompido em outubro de 2009, já que, em meados deste ano, o Botafogo havia acertado com a Ingresso Mais para a distribuição e venda de ingressos para os eventos do estádio em mais de 36 pontos e pela web. A fixação de placas de publicidade no estádio foi bem sucedida com a Liquigás, empresa patrocinadora do Botafogo que inseriu seus logotipos nas áreas interna e externa do local.
O Botafogo só chegou a acerto definitivo com uma empresa de exploração comercial em meados de 2009, quando foi assinado contrato com a Pepira Empreendimentos, do grupo InMont, para gerir a parte interna de serviços do estádio, bem como investir no seu exterior.
Sem prejuízo dos contratos em curso, as primeiras ações do grupo foram a criação de uma nova marca para a arena, denominada Stadium Rio, e a instalação de uma praça de alimentação com as seguintes franquias: Bob's, Patroni Pizza, Ville Café/Forno de Minas, Casa da Empada, Doggis, Frescatto, Ponto de Bala, Nestlé e Funny Pop. Além disso, estão sendo negociadas datas para concertos musicais e contratos de publicidade.

## Eventos

Show no Nilton Santos em 2023.

Fora do prisma desportivo, o Nilton Santos começou a ser explorado para outros fins em 2008. Seu primeiro evento deu-se quando serviu de cenário para as gravações do comercial "Corrida de Obstáculos", da Bradesco, desenvolvido pela agência Neogama/BBH, que retratava atletas numa prova de 110 metros com barreiras. Estas eram representadas por uma série de itens passíveis de aquisição por um consumidor. O comercial foi ao ar pela primeira vez em 1.º de julho e tinha como alvo endossar a campanha das Olimpíadas de Pequim.
O primeiro concerto musical ocorreu em 2011: nos dias 22 e 23 de maio, o estádio recebeu dois shows do ex-Beatle Paul McCartney, além de dois shows do cantor pop canadense Justin Bieber nos dias 5 e 6 de outubro do mesmo ano, e, no ano seguinte, no dia 29 de março de 2012, um show do inglês Roger Waters e em 2016 do Guns N' Roses.
O estádio foi proposto para sediar em 2014 o Desfile das Escolas de samba dos Grupos C e D, que antes eram realizados na Estrada Intendente Magalhães, no Campinho, em um projeto proposto pela AESCRJ, ainda a ser discutido com o Botafogo e o poder público.
A partir de 2023, o estádio se consolidou como um dos principais palcos do Brasil no circuito de grandes shows nacionais e internacionais, com um aumento significativo de eventos realizados por ano, chegando a um total de doze shows em 2023, e oito em 2024.

## Concertos musicais
| Concertos no Estádio Olímpico Nilton Santos | Concertos no Estádio Olímpico Nilton Santos | Concertos no Estádio Olímpico Nilton Santos | Concertos no Estádio Olímpico Nilton Santos | Concertos no Estádio Olímpico Nilton Santos |
| Data                                        | Artista                                     | Turnê                                       | Público                                     | Ref.                                        |
| ------------------------------------------- | ------------------------------------------- | ------------------------------------------- | ------------------------------------------- | ------------------------------------------- |
| 22 de maio de 2011                          | Paul McCartney                              | Up and Coming Tour                          | 90,000                                      | [ 160 ] [ 161 ]                             |
| 23 de maio de 2011                          | Paul McCartney                              | Up and Coming Tour                          | 90,000                                      | [ 160 ] [ 161 ]                             |
| 5 de outubro de 2011                        | Justin Bieber                               | My World Tour                               | 46,533                                      |                                             |
| 6 de outubro de 2011                        | Justin Bieber                               | My World Tour                               | 46,533                                      |                                             |
| 3 de março de 2012                          | Rebeldes                                    | Nada Pode Nos Parar                         | 30,000                                      | [ 162 ]                                     |
| 29 de março de 2012                         | Roger Waters                                | The Wall Live                               | 43,046                                      | [ 162 ]                                     |
| 15 de novembro de 2016                      | Guns N' Roses                               | Not in This Lifetime... Tour                | 50,234                                      |                                             |
| 21 de julho de 2018                         | Lulu Santos                                 | Turnê Canta Lulu!                           | —                                           |                                             |
| 8 de dezembro de 2018                       | Maiara & Maraisa                            | Festa das Patroas                           | —                                           |                                             |
| 8 de dezembro de 2018                       | Marília Mendonça                            | Festa das Patroas                           | —                                           |                                             |
| 25 de março de 2023                         | Coldplay                                    | Music of the Spheres World Tour             | 211,012                                     | [ 163 ]                                     |
| 26 de março de 2023                         | Coldplay                                    | Music of the Spheres World Tour             | 211,012                                     | [ 163 ]                                     |
| 28 de março de 2023                         | Coldplay                                    | Music of the Spheres World Tour             | 211,012                                     | [ 163 ]                                     |
| 8 de julho de 2023                          | Ludmilla                                    | Turnê Numanice                              | 60,000                                      | [ 164 ]                                     |
| 7 de outubro de 2023                        | The Weeknd                                  | After Hours til Dawn Tour                   | 71,363                                      | [ 165 ]                                     |
| 28 de outubro de 2023                       | Roger Waters                                | This is Not a Drill Tour                    | —                                           |                                             |
| 4 de novembro de 2023                       | Red Hot Chili Peppers                       | 2022–2023 Global Stadium Tour               | —                                           |                                             |
| 9 de novembro de 2023                       | RBD                                         | Soy Rebelde Tour                            | 128,565                                     | [ 166 ]                                     |
| 10 de novembro de 2023                      | RBD                                         | Soy Rebelde Tour                            | 128,565                                     | [ 166 ]                                     |
| 17 de novembro de 2023                      | Taylor Swift                                | The Eras Tour                               | —                                           | [ 167 ]                                     |
| 19 de novembro de 2023                      | Taylor Swift                                | The Eras Tour                               | —                                           | [ 167 ]                                     |
| 20 de novembro de 2023                      | Taylor Swift                                | The Eras Tour                               | —                                           | [ 167 ]                                     |
| 4 de fevereiro de 2024                      | Zeca Pagodinho                              | Zeca Pagodinho 40 anos Ao Vivo              | —                                           | [ 168 ]                                     |
| 16 de outubro de 2024                       | Bruno Mars                                  | Bruno Mars: Live in Brazil                  | —                                           | [ 169 ]                                     |
| 19 de outubro de 2024                       | Bruno Mars                                  | Bruno Mars: Live in Brazil                  | —                                           | [ 169 ]                                     |
| 20 de outubro de 2024                       | Bruno Mars                                  | Bruno Mars: Live in Brazil                  | —                                           | [ 169 ]                                     |
| 11 de fevereiro de 2025                     | Shakira                                     | Las Mujeres Ya No Lloran World Tour         |                                             |                                             |
| 01 de abril de 2025                         | Stray Kids                                  | Dominate Word Tour                          |                                             |                                             |
| 08 de maio de 2025                          | System of a Down                            | Wake Up! South America Stadium Tour         |                                             |                                             |
| 22 de novembro de 2025                      | Dua Lipa                                    | Radical Optimism Tour                       |                                             |                                             |

## Prêmios
- Em 2008, o projeto da cobertura metálica do Estádio Nilton Santos ganhou o Prêmio Destaque, na categoria Geração de Conhecimento. O prêmio foi concedido pela Odebrecht (atual Novonor), construtora do estádio junto com a OAS.[170]